# Homosexualitate
Homosexualitatea reprezintă atracția romantică, atracția sexuală sau activitatea sexuală între membri de același sex sau gen. Homosexualitatea poate fi definită ca atracția preponderentă față de același gen, orientare diferită în multe aspecte de orientarea bisexuală. Această atracție și activitate se pot manifesta fie ca o alegere liberă a unei persoane a cărui identitate nu depinde de a se categorisi pe baza intereselor erotice, după cum se vedea în societăți anterioare precum cea greacă și cea japoneză, fie în contextul unui simț de identitate numit orientare sexuală. Ca orientare sexuală, homosexualitatea se referă la "modelul sau dispoziția de a experimenta atracții sexuale, afectuoase sau romantice" în mod primar sau exclusiv cu persoane de același sex. Totodată, termenul se referă la simțul individual de identitate personală și socială bazat pe acele atracții sau comportamente. În acest sens, el exprimă apartenența la o comunitate care împărtășește aceleași aspirații. Persoanele născute homosexuale sunt parte a comunității LGBTQIA+.
În orice cultură și rasă există o populație în jur de 4-20% care se declară homosexuală sau bisexuală indiferent de sex sau gen resimțit.

## Definiții
Orientarea sexuală, orientarea romantică, practica sexuală, identitatea de gen, sexul și exprimarea de gen sunt distincte. Homosexualitatea este una din cele patru categorii principale de orientări sexuale, împreună cu asexualitatea, bisexualitatea și heterosexualitatea, în continuumul heterosexual–homosexual prezent la oameni și la animale. Înțelegerea științifică indică faptul că orientarea sexuală nu este o alegere, ci mai degrabă un proces complex în care sunt implicați factori de natură biologică și de mediu. Cercetările au arătat faptul că homosexualitatea este un exemplu normal și natural al variației sexualității umane și al animalelor non-umane și nu reprezintă o sursă de efecte psihologice negative prin și din ea însăși.
Comportamentul homosexual la animale non-umane a fost de asemenea cercetat și observat la peste 1500 de specii.

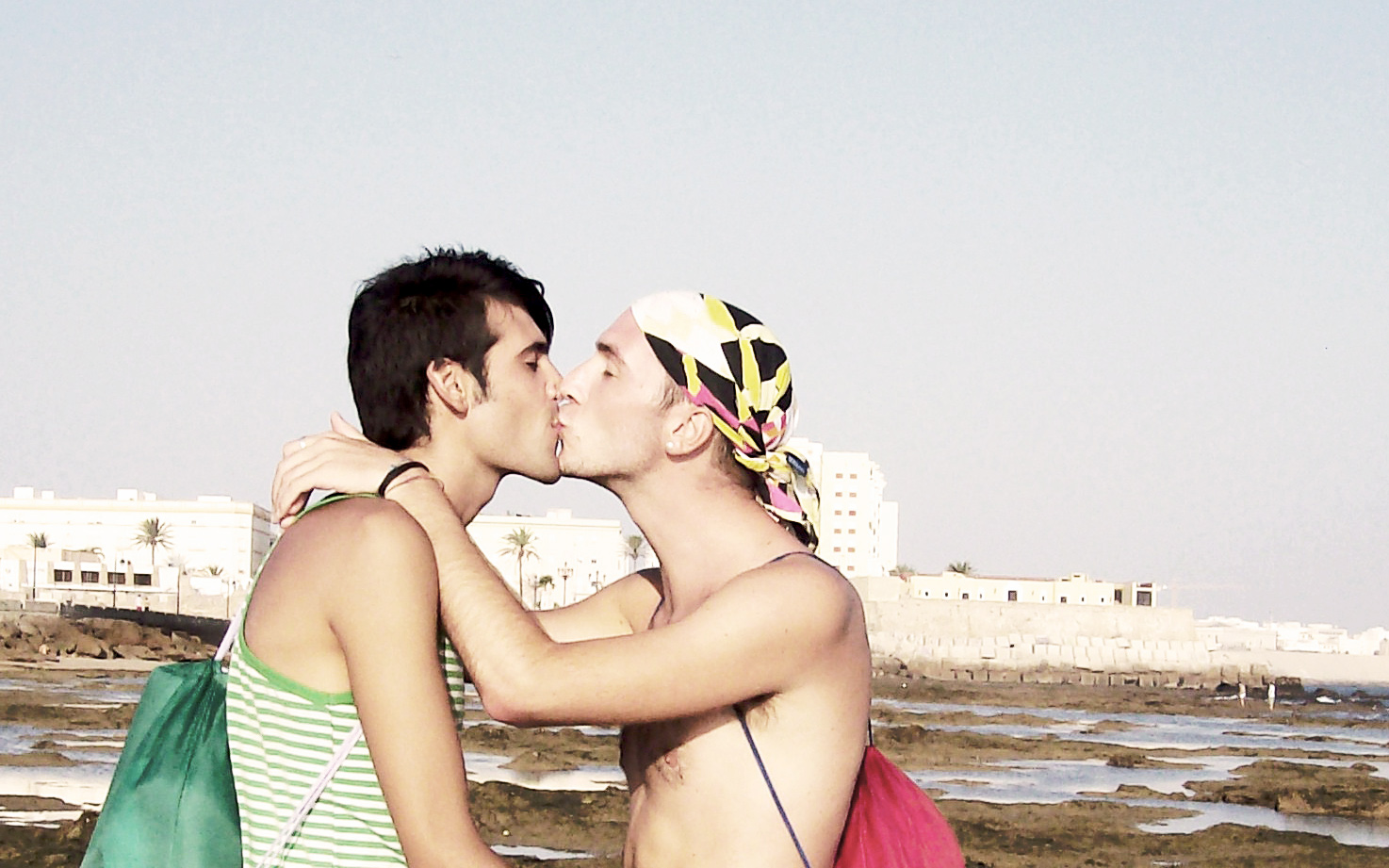
Cuplu homosexual sărutându-se în San Sebastián, Andaluzia

Termenii cei mai comuni pentru oamenii de orientare homosexuală sunt lesbiene pentru femei și gay pentru bărbați, deși termenul "gay" este folosit deopotrivă pentru femei și bărbați. De asemenea, acronimul LGBT (din englezescul lesbian, gay, bisexual, transgender) este folosit pentru a include și alte persoane aparținând așa-numitelor "minorități sexuale", ca de pildă persoanele bisexuale sau transgen. Numărul oamenilor care se identifică gay sau lesbiene și proporția celor care au experiențe sexuale cu persoane de același sex sunt greu de stabilit, datorită faptului că nu toți își declară istoricul sau orientarea sexuală din varii motive, cum ar fi dorința de a se conforma unei norme heterosexiste sau de a se proteja de discriminare.

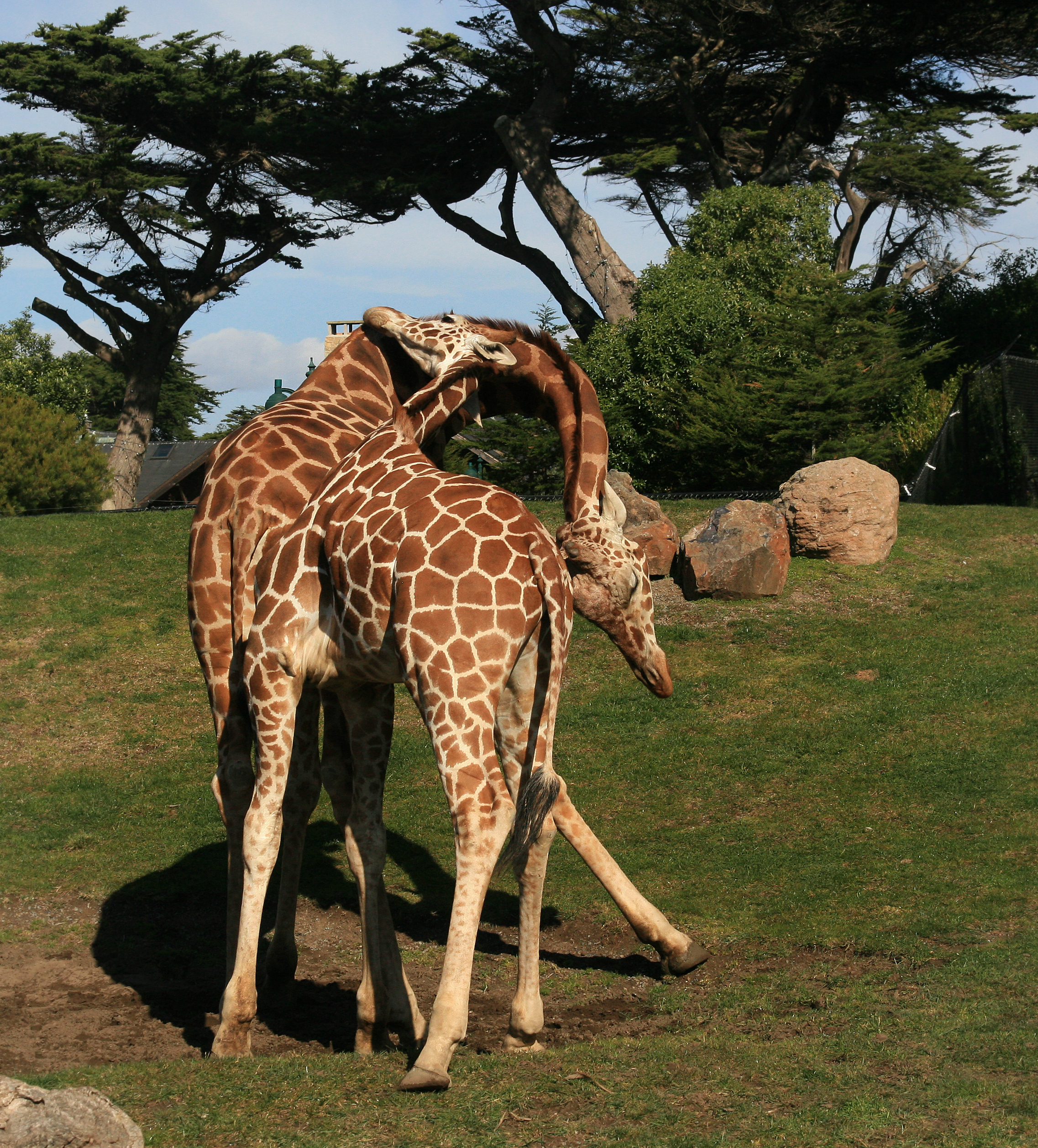
Două girafe mascul cu un comportament homosexual, San Francisco Zoo

Acceptarea socială a relațiilor între persoane de același sex a variat atât de-a lungul timpului, cât și pe plan geografic. În fapt, relațiile și actele homosexuale au fost atât admirate, precum și condamnate, de-a lungul istoriei consemnate, în funcție de forma luată de acestea și de cultura în care au fost întâlnite. În unele societăți, aceste relații erau acceptate ca naturale și normale, unele aspecte precum sexul anal între bărbați fiind totuși adesea prost văzute. La grecii antici, de exemplu, Aristofan ironizează acest obicei, numindu-i pe cei care îl practicau europroktoi (elin. "cu anusul lărgit"). Alte societăți de-a lungul istoriei, dar în special cele aflate sub influența religiilor abrahamice, pedepseau actele homosexuale, considerându-le un păcat.
De la sfârșitul secolului al XIX-lea a început în Vest o mișcare către lărgirea orizontului, recunoașterea și legalizarea drepturilor homosexualilor. În momentul de față această mișcare s-a globalizat și include dreptul la căsătorie și uniuni civile, adopții, angajare, participare la serviciile militare, acces egal la sănătate și introducerea unei legalizări anti-violență care să protejeze și minorii care sunt homosexuali. Cu toate acestea, la nivel global există diferențe drastice în ceea ce privește opinia publică față de homosexualitate și situația ei juridică. În multe state de tradiție musulmană, de exemplu, actele sexuale între persoane de același sex sunt interzise prin lege, atrăgând pesepse precum privarea de libertate sau, în unele cazuri, pedeapsa cu moartea. Alte țări, precum China, urmează o politică de neutralitate, preferând nici să nu interzică, nici să nu recunoască aceste relații prin lege. În 2015, 75 de țări la nivel mondial discriminau activ persoanele LGBTI.

Persoanele homosexuale sau bisexuale fac adesea obiectul unor prejudecăți negative sau al unor discriminări, determinându-le deseori să își păstreze orientarea sexuală secretă. Atitudinea negativă față de aceste persoane poartă denumirea de "homofobie", o trăsătură culturală întâlnită în special în societățile de tradiție abrahamică. Homofobia poate izvorî dintr-o convingere personală, adesea religioasă, conform căreia homosexualitatea este "nenaturală" sau reprezintă o "disfuncție". Printre prejudecățile cele mai răspândite față de persoanele homosexuale se află și convingerea că relațiile dintre ele sunt superficiale și de scurtă durată, deși multe dintre ele sunt angajate în relații de lungă durată cu parteneri de același sex. Aceste relații sunt echivalente celor heterosexuale în ceea ce privește aspectele psihologice. Foarte răspândită este și credința că persoanele homosexuale pot să își schimbe orientarea sexuală cu ajutorul unor metode clinice. Această "terapie a conversiei" este criticată de specialiști ca fiind "lipsită de justificare" din punct de vedere medical și riscând să provoace daune psihologice deosebit de grave celor care se identifică drept homosexuali sau bisexuali.

Orientarea sexuală și romantică nu au legătură cu reproducerea sexuată. O persoană asexuală, bisexuală, heterosexuală sau homosexuală poate avea sau nu progenituri. Sexul reproducător nu necesită o orientare specifică, deoarece orientarea sexuală se referă, de regulă, la un model de durată de atracție sexuală și emoțională pe termen lung, care duce adesea la legături sociale pe termen lung, în timp ce reproducerea necesită doar un singur act de copulare pentru a fertiliza ovulul prin spermatozoizi. 

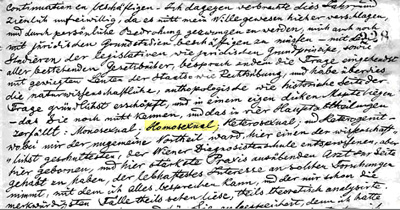
Publicată anonim, scrisoarea lui Karl-Maria Kertbeny (1869) este prima lucrare în care apare termenul "homosexual". Fotografie: Biblioteca Națională Széchényi, Budapesta

Din punct de vedere lingvistic, cuvântul „homosexual” e un hibrid format dintr-un prefix grecesc: homo = același și un radical latin: sexus = sex, iar semnificația sa ar trebui să fie, de fapt, „de același sex”. Motiv suficient pentru ca istoricul american John Boswell să pledeze, în celebra sa lucrare Christianity, Social Tolerance and Homosexuality, pentru folosirea cuvântului „homosexual” doar ca adjectiv – de exemplu în construcții ca „relații homosexuale”, „căsătorie homosexuală” etc. – iar a substantivului „homosexualitate” cu sensul foarte general de totalitate a fenomenelor erotice care au loc între persoane de același sex. În Grecia, această inadvertență lingvistică a fost rezolvată prin adoptarea unui cuvânt în întregime grecesc (h)omofilofil (ομοφυλόφιλος), constând din trei elemente: 
- prefixul homo- (όμο), care înseamnă același;
- partea mediană -filo- (φυλο), care înseamnă sex sau gen (sexul masculin și sexul feminin);
- sufixul -file (φιλώ) care, în greaca veche, înseamnă a iubi.

Atunci când se face referire la homosexualitate, sunt luate în considerare atât experiențele și orientările sexuale ale bărbaților către bărbați (numiți gay în Statele Unite și lumea anglofonă – adică homosexualitatea masculină), cât și acelea ale femeilor către femei (numite lesbiene, de la insula greacă Lesbos, unde a locuit poeta Sappho, care a cântat în poeziile sale iubirea între femei – adică homosexualitatea feminină). Homosexualitatea mai este desemnată și ca „uranism”. Termenul provine din distincția platonică dintre o Afrodita Urania și o Afrodita Pandemia; cea dintâi ar fi zeița unei iubiri nobile și necarnale, neorientate spre procreație, ca aceea care are drept obiect femeia.

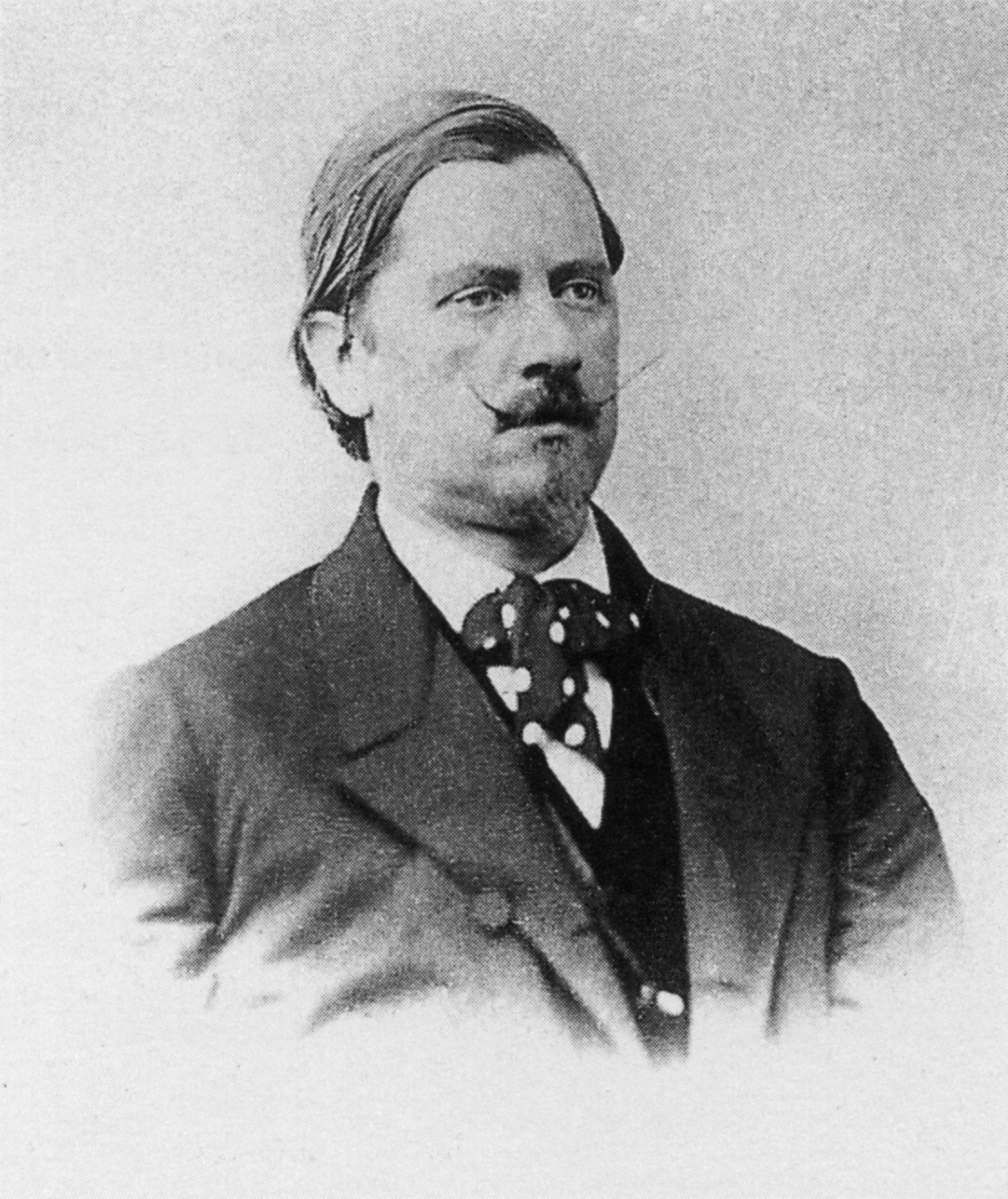
Karl-Maria Kertbeny (1824–1882)

A fost elaborat ca termen de către publicistul, traducătorul și omul de afaceri austriac Károly Mária Kertbeny pentru descrierea atracției sexuale pentru persoanele de același sex, în cadrul unui pamflet din 1869 care se referea la o lege prusacă care condamna sodomia. Preocuparea pentru sexologie și, în special, pentru subiectul homosexualității i-a fost stimulată de scrierile juristului german Karl Heinrich Ulrichs, cu care a purtat, de altfel, și o amplă corespondență, întreruptă în 1868 de o controversă terminologică. Kertbeny și Ulrichs sunt printre primii susținători ai ideii că există o categorie aparte de oameni care, pe baza unor înclinații înnăscute, se simt irezistibil atrași de membri ai propriului sex, fiind, așadar, victimele unei predispoziții pentru care e nedrept să fie urmăriți penal. Neînțelegerile dintre cei doi „pionieri” ai mișcării de emancipare gay au pornit de la denumirea pe care fiecare a ales să o dea acelei categorii distincte de oameni. Ulrichs prefera o terminologie de inspirație mitologică și filosofică. Astfel, el introduce termenul de „uranist” (germ. Urning sau Uranier) pentru a desemna pe acei bărbați cărora Eros le insuflă pasiune pentru cei asemenea lor. Pe cei însuflețiți de „amorul comun”, adică pe heterosexuali, îi numește Dionäer sau Dioninge (termen derivat de la zeița Diona, fiică a lui Uranus și una dintre soțiile lui Zeus). Terminologia propusă de Kertbeny se dovedește, în schimb, mult mai practică și mai neutră, motiv pentru care se și impune treptat, întâi în lumea științifică, apoi în uzul general al limbii.
În 1886, Richard von Krafft-Ebing utilizase termenii de „homosexual” și „heterosexual” în lucrarea sa Psychopathia Sexualis, care a contribuit la răspândirea și acceptarea termenilor pentru evidențierea orientării sexuale.
Magnus Hirschfeld este primul psihiatru care militează consecvent pentru ideea că homosexualitatea nu este nici viciu, nici boală, ci o variantă naturală, înnăscută și explicabilă biologic a instinctului sexual. În lucrarea sa monumentală intitulată Die Homosexualität des Mannes und des Weibes („Homosexualitatea bărbatului și a femeii”), apărută în 1914, Hirschfeld folosește alternativ terminologia lui Kertbeny și pe cea a lui Ulrichs, la care adaugă și varianta feminină Urninde. Astăzi, cuvinte uzuale la vremea respectivă, precum „uranist” și „uranism”, sunt ieșite din uz, iar DEX-ul le consemnează doar ca pe niște arhaisme livrești.
Cuvântul „gay” cunoaște o mare răspândire și popularitate în a doua jumătate a secolului al XX-lea, în special după evenimentele de la Stonewall care au dat un nou avânt mișcărilor de emancipare. Etimologia termenului este neclară. John Boswell sugerează că ar fi apărut în context homoerotic încă din secolul al XIII-lea, în poezia trubadurilor provensali. Cert este că acest cuvânt de origine franceză a fost folosit timp de secole cu sensul de „vesel, voios, vioi”. Totuși, în engleza secolului al XIX-lea, „gay” suferă o mutație semantică negativă, care introduce și o nuanță sexuală. „Gay” ajunge să însemne „destrăbălat, libertin”. La începutul secolului al XX-lea, în cercurile homosexualilor britanici, cuvântul devine un fel de parolă secretă, pentru ca astăzi să fie folosit pe scară largă, cu conotații predominant pozitive și, în plus, să fie împrumutat de numeroase alte limbi. În afară de faptul că e scurt și ușor de reținut/pronunțat, cuvântul mai are două avantaje importante. Spre deosebire de „homosexual”, nu face referire explicită la sexualitate, evitând astfel prejudecata curentă conform căreia, pentru persoanele gay, sexualitatea ar fi mai importantă decât pentru restul lumii. Pe de altă parte, gay este numai acea persoană care-și asumă conștient orientarea homosexuală. Astfel, termenul câștigă în precizie, referindu-se la o categorie mai restrânsă de indivizi și punând accentul pe identitate, pe ansamblul personalității, nu pe niște acte sexuale disparate.
Câteva sinonime pentru atracția sau activitatea sexuală între persoane de același sex includ „bărbați care fac sex cu bărbați”, abreviat BSB (folosit în literatura medicală atunci când se discută strict despre activitatea sexuală) și „homoerotic” (când se referă la opere de artă). Termeni peiorativi în limba română pentru „homosexual” includ „poponar”, „găozar”, „homalău”, „pârțar” și „bulangiu”.

## Homosexualitatea la oameni
Referințe despre relațiile între parteneri de același sex se găsesc în istoria tuturor civilizațiilor existente pe Pământ. Atitudinea socială cu privire la relațiile homosexuale a variat de-a lungul timpului, de la pretenția ca toți bărbații să aibă relații homosexuale, la integrarea obișnuită, prin acceptare, văzând practica homosexuală ca un păcat minor sau până la reprimarea relațiilor homosexuale prin legi și mecanisme juridice și chiar pedepse capitale sau prin stigmatizare socială.
Într-o compilație detaliată de materiale istorice și etnografice ale culturilor preindustriale, „dezaprobarea puternică a homosexualității a fost raportată în cazul a 41% din 42 de culturi, ea a fost acceptată sau ignorată în 21%, iar în 12% au raportat niciun fel de concept social. Din 70 de etnografii, 59% au raportat homosexualitatea ca fiind absentă sau rară și doar 41% au raportat prezența sau frecvența homosexualității”.
În culturile influențate de religiile abrahamice, legea și biserica au stabilit sodomia ca fiind o agresiune împotriva legii divine sau o crimă împotriva naturii. Condamnarea sexului anal între bărbați precede totuși credințele creștine. Era foarte frecventă în Grecia antică.
Multe figuri istorice, printre care Socrate, Alexandru cel Mare, Lord Byron, Eduard al II-lea și Hadrian, au fost desemnați ca fiind homosexuali sau bisexuali.
În ceea ce privește natura homosexualității și expresia istorică, în acest moment există două poziții aparent opuse. Aceastea sunt reprezentate de construcționism și o abordare esențialistă. În general, construcționismul social consideră că există "construcții sociale" care rezultă din multele caracteristici ale unui anumit grup social, nu dintr-o formă esențială a naturii individului. Pe de altă parte, esențialiștii apără că existența esenței este definită de expresia individului, iar aspectele sociale învățate sunt doar secundare.
Identitatea modernă homosexuală este în mare parte un produs al emancipării începând cu secolul al XIX-lea, cât și al mișcărilor sociale pornite în New York în anul 1969 odată cu revolta de la Stonewall, sau din anii 1950 în diverse țări europene, mai ales Olanda. În anii 1940, comunitatea gay olandeză a fost recunoscută oficial, iar în anii 1960 aduc cu ei primele măsuri afirmative pentru diminuarea discriminării în Olanda și pentru acceptare și toleranță (faimosul pachet de legi Hollandisjh Homojfilia). În anii 1980 se oficiază în Olanda primele parteneriate homosexuale, iar în 1997 devine prima țară din lume care legalizează căsătoriile homosexuale.

### Antichitate
În 2011, în ruinele unei localități vechi de 6.000 de ani de lângă Praga s-a descoperit cea mai veche dovadă a homosexualității: scheletul unui bărbat datând din Epoca Bronzului îngropat într-o manieră specifică femeilor. Bărbatul fusese înhumat în poziție de fetus, cu capul orientat spre est și înconjurat de obiecte casnice, ritual aplicat în cazul femeilor. Bărbații acelei perioade erau îngropați alături de arme – topoare de luptă din piatră și cuțite de silex – în mormântul ceh nefiind găsite astfel de arme. Mai mult, în 2015, o pereche de schelete bărbătești vechi de 5.000 de ani a fost descoperită lângă orașul Tell el Hammeh, în partea de sud a văii râului Iordan. Potrivit cercetătorilor de la universitatea din localitate, scheletele ar putea fi dovada celei mai vechi perechi de homosexuali din istorie.
În Asiria antică, dacă un bărbat voia să aibă sex cu un alt bărbat cu o poziție socială similară, se credea că astfel va fi părăsit de toate problemele și că va fi binecuvântat cu mult noroc.

### Africa

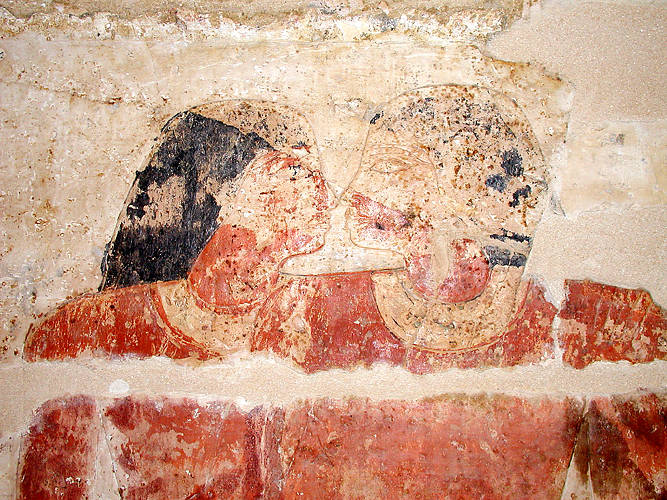
Frescă egipteană antică din mastabaua lui Niankhkhum și Khnumhotep

Prima însemnare despre un cuplu homosexual provine din Egiptul antic și face referire la doi manichiuriști la curtea faraonului Nyuserre Ini, Khnumhotep și Niankhkhnum, care au trăit undeva între anii 2380–2320 î. Hr. În mormântul lor comun, cei doi sunt pictați atingându-și nasurile, cea mai intimă poziție în arta egipteană, înconjurați de ceea ce par a fi copiii lor. Antropologii Stephen Murray și Will Roscoe spuneau în scrierile lor că femeile din Lesotho se angajau în "relații erotice pe termen lung", damnate de societate, numite motsoalle. E. E. Evans-Pritchard consemna de asemenea că războincii Azande din nordul Congoului aveau iubiți cu vârste cuprinse între 12 și 20 de ani, care ajutau la treburile casnice și întrețineau relații sexuale cu soții lor mai în vârstă.
Picturile rupestre ale oamenilor San de lângă Guruve, Zimbabwe, înfățisează doi bărbați angajați într-o formă de sex ritualic. În perioada precolonială, mudoko dako sau bărbații efeminați din tribul Lango în nordul Ugandei erau tratați ca femeile și puteau să se căsătorească cu alți bărbați. În Buganda, unul dintre cele mai mari regate tradiționale ale Ungandei, nu era un secret că regele (kabaka) Mwanga al II-lea, care a domnit în a doua jumătate a secolului al XIX-lea, avea relații homosexuale cu supușii săi bărbați.
Pe lângă dorința erotică, în Africa precolonială, multe alte activități presupuneau relații între persoane de același sex, considerate de coloniști "nefirești". De exemplu, triburile Ndebele și Shona din Zimbabwe, Azande în Sudan și Congo, Nupe în Nigeria și Tutsi în Rwanda și Burundi socoteau actele homosexuale o formă de reînarmare spirituală. În multe societăți africane, se credea de asemenea că homosexualitatea era o sursă de puteri magice care garanta recoltă și vânătoare bogată, sănătate și alunga spiritele rele. În Angola și Namibia, spre exemplu, se credea că o castă de profeți bărbați – cunoscuți drept zvibanda, chibados, quimbanda, gangas și kibambaa – erau purtătorii unor spirite feminine puternice pe care le puteau transfera altor bărbați prin sex anal.

### Americile

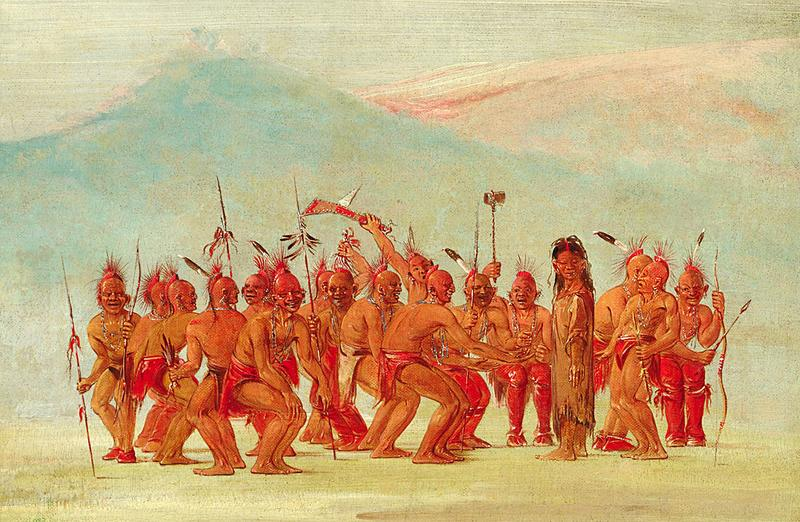
Dansul berdache, dansul ceremonial al Sauk și Fox pentru a celebra bispiritualitatea

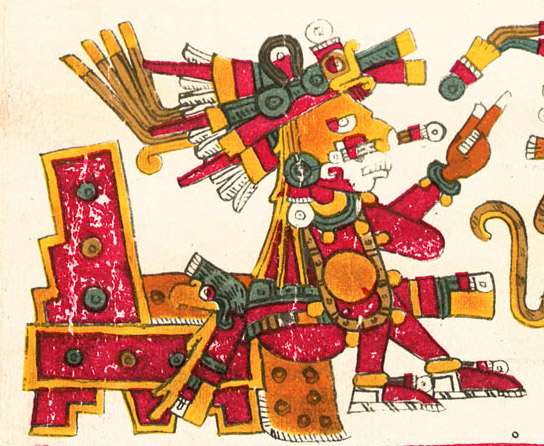
Xochipilli, protectorul homosexualilor și prostituaților în mitologia aztecă

Înainte de colonizarea europeană, o formă comună de homosexualitate în rândul popoarelor indigene din America era bispiritualitatea. Asemenea persoane erau recunoscute de timpuriu, dată fiind alegerea părinților de a urma această cale și, în cazul în care copilul accepta rolul, era crescut în acest mod, învățând obiceiurile genului care a fost ales. Persoanele bispirituale erau de obicei șamanii și erau venerate pentru puterile lor superioare unui șaman obișnuit. Viața lor sexuală implica relații cu membrii obișnuiți de același sex ai tribului.
Homosexualii si transsexualii erau de asemenea comuni în rândul civilizatiilor precoloniale din America Latină, cum ar fi aztecii, mayașii, Quechua, Moche, zapotecii si Tupinambá în Brazilia.
Conchistadorii spanioli au fost oripilați să descopere sodomia larg practicată în rândul popoarelor native și au încercat să o nimicească prin supunerea berdaches (cum erau numiți de spanioli) la pedepse grele, precum execuția publică, arderea și spintecarea de către câini.

### Asia Centrală

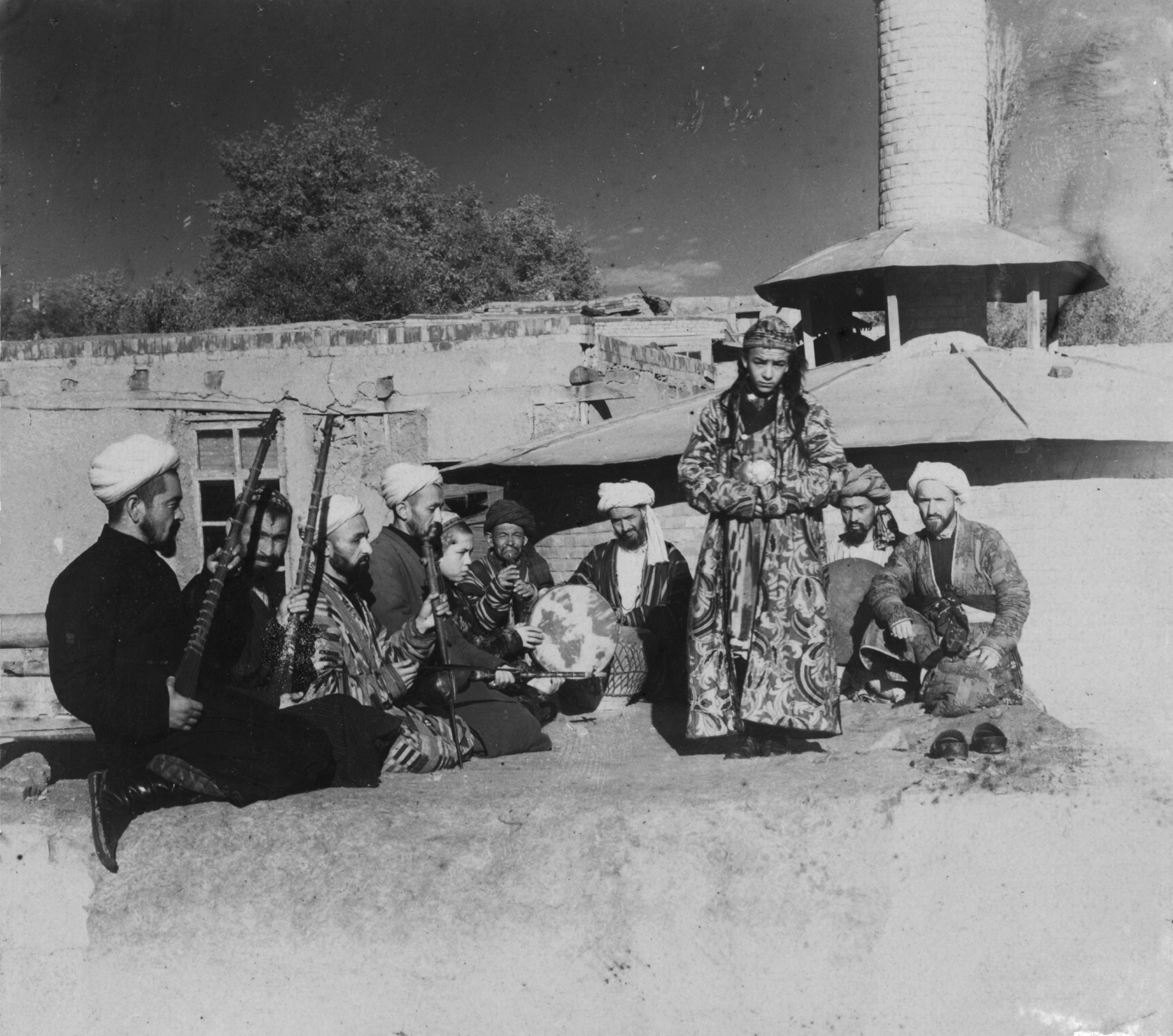
Grup de muzicieni cântând pentru un tânar baccha, Samarkand, cca. 1905–1915

Practicile homosexuale au fost întâlnite chiar și în Asia Centrală, în special în Turkestan, Afganistan și Uzbekistan, țări în care tradițiile apărute înainte de proliferarea Islamului se păstrează chiar și în zilele noastre. Poate cel mai cunoscut obicei este cel al adolescenților numiți baccha beeres ("tineri fără barbă"). Aceștia erau recrutați din rândul familiilor sărace, cu mulți copii, și erau învățați să se poarte și să danseze asemenea fetelor. De cele mai multe ori, adolescenții deveneau amanții stăpânilor lor, în tradiția pederastică numită bacchabozlik. Există chiar și o maximă celebră, folosită de musulmanii cu înclinații homosexuale: "Femeile sunt bune pentru casă și pentru inimă, băieții sunt buni pentru plăcere".
Tinerii baccha nu erau păstrați decât până la vârsta de maxim 18–20 de ani, vârstă la care barba începea să le crească și la care își pierdeau trăsăturile feminine. Dacă unii dintre foștii dansatori androgini reușeau să se căsătorească cu fetele foștilor stăpâni, cei mai mulți se întorceau în rândul familiilor din care proveniseră sau deveneau cerșetori.

### Asia de Est

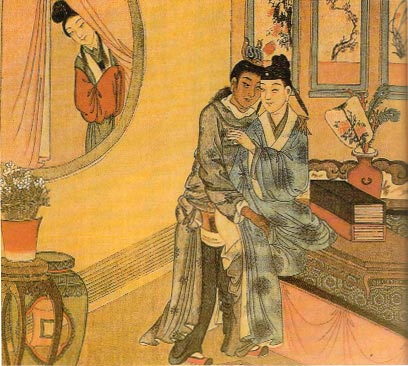
O femeie spionează un cuplu de iubiți. China, dinastia Qing

În Asia de Est iubirea homosexuală era un aspect central al vieții cotidiene. Primele mențiuni ale unor asemenea raporturi intime apăreau în China încă din secolul al VI-lea.în Japonia primele mentiuni își făceau apariția in secolul al II-lea fiind întâlnită cel mai adesea în rândul calugărilor, nobilimii, lorzilor feudali dar și in randul populației.
Articol principal: Homosexualitatea în Japonia
Totuși, Li Yinhe, în cartea sa Istoria homosexualității chineze, arată că primele mențiuni despre homosexualitatea masculină datează din dinastia Shang (secolele XVI–XI î. Hr.). Termenul Luan Feng era folosit pentru a descrie homosexualitatea în Arhivele dinastiei Shang.
Se pare că activitatea sexuală a chinezilor și a japonezilor antici nu era privită ca o parte a moralității, ci era percepută, simplu, în termeni ai plăcerii. Conceptul provine din învățăturile budiste, și anume că ideile de bine și rău nu au un caracter moral în Dhammapada. Ele se referă la calitatea acțiunii ca fiind de natură eronată, nu imorală. În alte cuvinte, o acțiune poate fi evaluată ca bună sau rea în funcție de efectul ei psihologic asupra noastră, nu în funcție de conformitatea cu standardele morale sociale care determină ce este bine și ce este rău. De altfel, homosexualitatea era practicată la scară largă, de la templele religioase în care maeștrii întrețineau relații intime cu membrii tineri ai comunității monastice, la samuraii care treceau prin patul stăpânului și până la aristocrați și membrii clasei de mijloc ce își împărțeau serviciile angajaților și ale actorilor care erau, în același timp, și amanți de ocazie (kagema) pentru cei ce își puteau permite sumele necesare. Aceste relații (numite shudo) erau în general între adulți și tineri, deci marcate atât prin diferență de vârstă, cât și prin diferență de clasă socială. Ele au făcut parte integrală din opera artistică și literară a Japoniei până la sfârșitul anilor 1800.
De abia în anul 1873, homosexualitatea era interzisă prin lege în Japonia, deși aveau să mai treacă încă șapte ani până când Codul Penal Japonez intră în vigoare. China a interzis raporturile intime între persoane de același sex încă din anul 1740. De fapt, în ambele țări, normele legislative împotriva homosexualității au venit, mai degrabă, ca urmare a homofobiei europene decât ca o cerință a populației autohtone.

### Asia de Sud

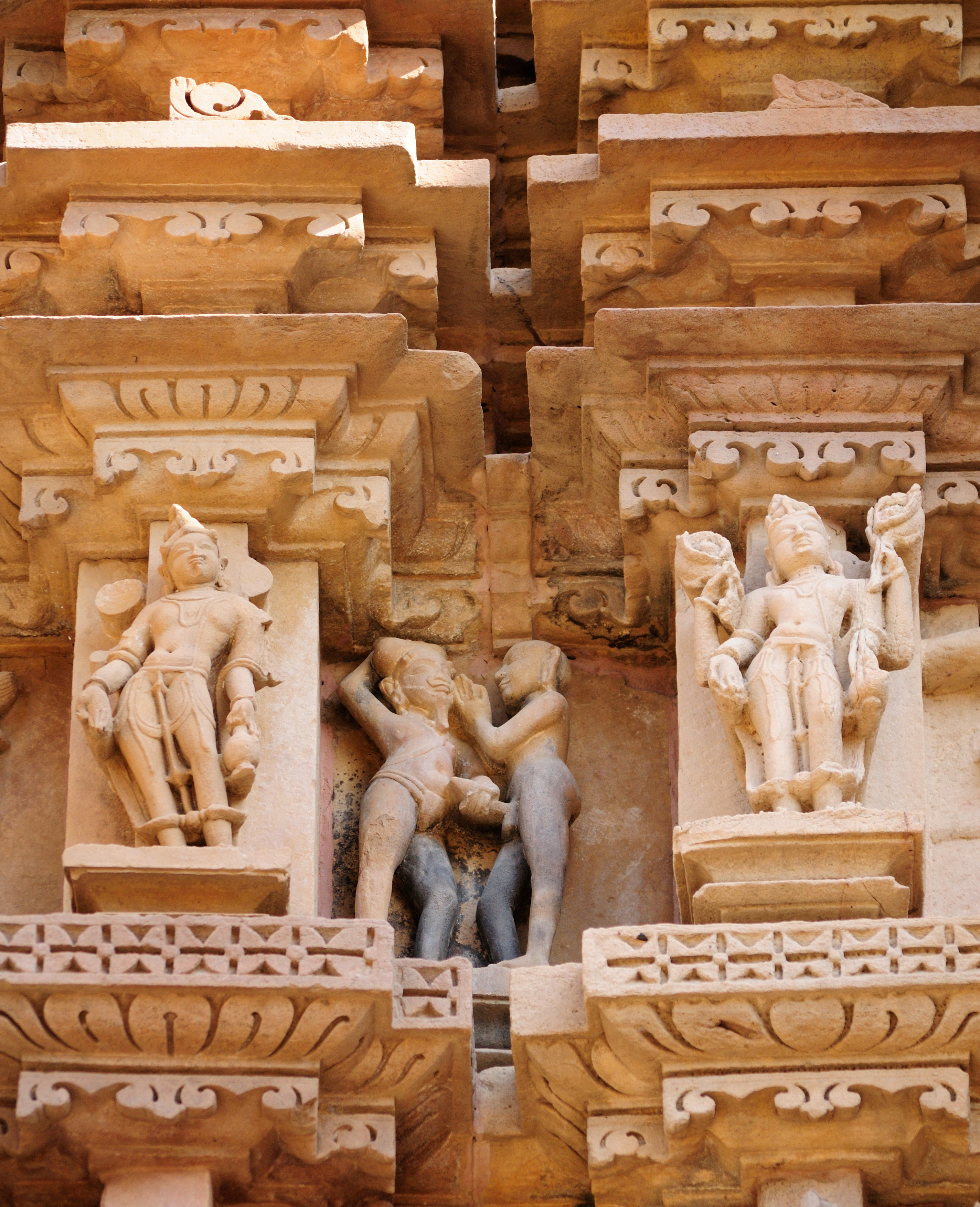
Sculptură cu referire la homosexualitate pe peretele exterior al templului Kandariya Mahadeva din Khajuraho, India

Legile lui Manu (Manusmriti), lucrarea de temelie a legii hinduse, menționează un "alt treilea sex" din care fac parte persoanele cu expresie de gen netradițională sau care se angajează în activități homosexuale.

### Europa

#### Perioada clasică

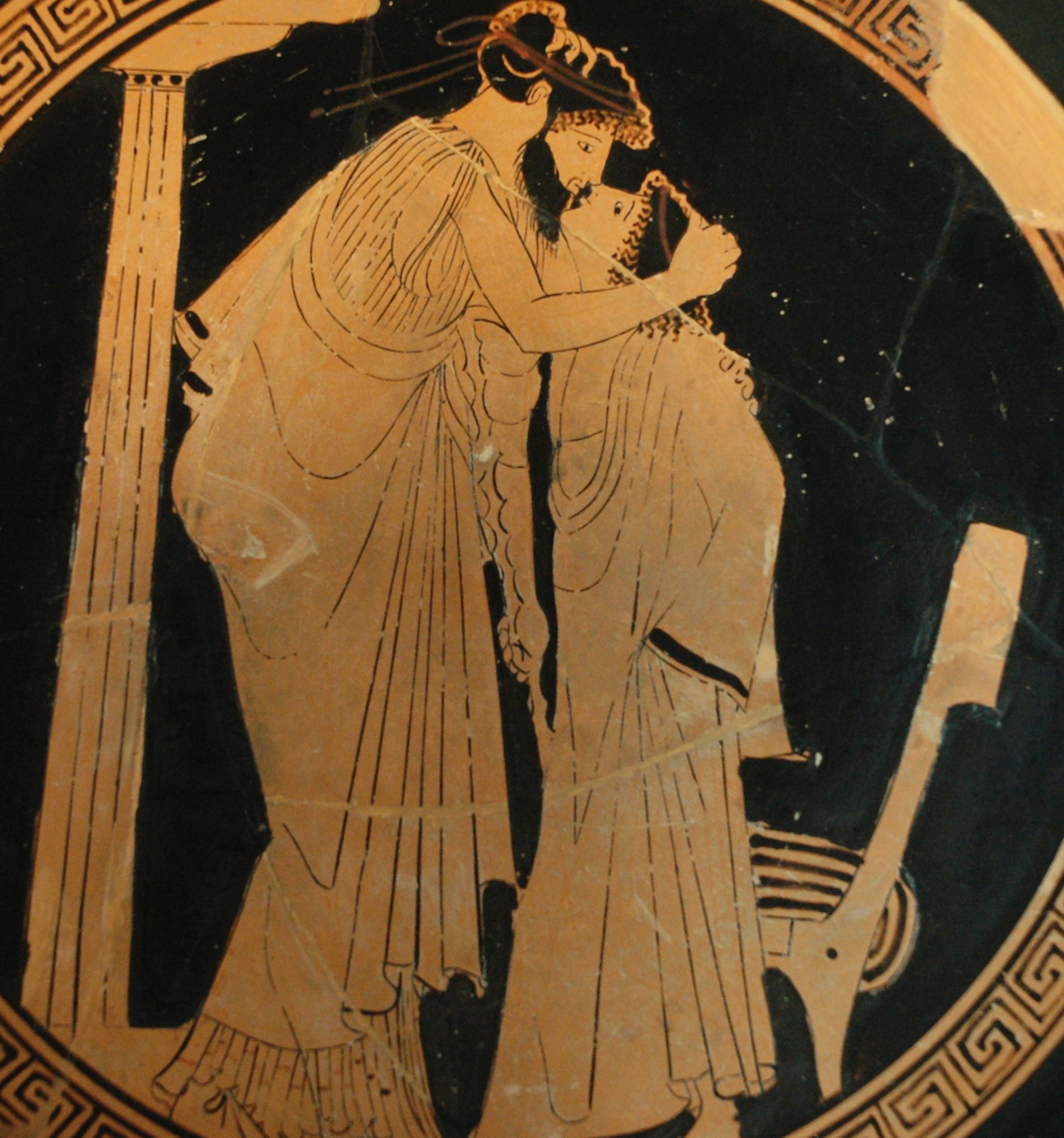
Erastes (iubit) și eromenos (amant) sărutându-se. Detaliu de pe o cupă ateniană, cca. 480 î. Hr. Paris, Muzeul Luvru

Cele mai vechi documente ale culturii europene cu această temă vin din Grecia antică, unde relațiile de iubire homosexuală atât emoțională cât și fizică făceau parte din normele sociale. Ele erau cultivate atât pentru valoarea lor pedagogică și marțială, cât și ca o metodă de a limita creșterea populației. Aceste relații, în mare parte de natură pederastică, co-existau cu mariajul, împreună cu care constituiau un univers bisexual. Ele erau uneori impuse de lege, care, în Sparta de exemplu, obliga bărbații să cultive asemenea relații cu tinerii cetățeni. De asemenea, indicațiile literare și mitologice arată că aceste legături se făceau numai cu aprobarea tatălui băiatului. Religia greacă de asemenea tolera aceste relații prin miturile care funcționau atât ca "îndrumar" cât și ca contra-exemplu, precum mitul lui Laios și Crisippos, în care Laios în loc să-l iubească precum cereau legile pe tânărul Crisippos îl răpește și îl violează, crimă pe care o va plăti fiind blestemat de zei, blestem care va ajunge să distrugă până și viața fiului său, Oedip. Pe lângă Laius, grecii îi mai considerau fie pe Orfeu, fie pe Tamiras drept inițiatorii pământeni ai pederastiei. În Teba a existat un batalion numit sacru, care era format numai din cupluri gay și care timp de 30 de ani au obținut numai victorii. Strabon descrie modul în care băieții era furați din familiile lor și duși în pădure, unde timp de câteva luni erau inițiați în practici homosexuale.
Pederastia se referea la relația dintre un bărbat matur și un adolescent, relație care îmbrăca, de fiecare dată, forma unui cuplu strâns legat, în care vârstnicul devenea învățător, protector, model și iubit pentru tânăr. În fapt, anticii greci le oferiseră partenerilor de acest soi denumiri sugestive. Astfel, în Atena, bărbatul era numit erastes – "iubit", în timp ce tânărul era cunoscut ca eromenos. În același timp, în Sparta, învățătorul căpăta numele de eispnelas – "cel care inspiră", în timp ce în Creta, acesta era denumit philetor – "cel prietenos". Chiar și obiceiul era diferit de la o cetate la alta, deși relația îmbrăca de fiecare dată aceeași formă. Dacă în unele state adolescentul își alegea singur partenerul, în altele, bărbatul matur își curta alesul și chiar lupta în public împotriva altor pretendenți.
Pe lângă aceste relații tipic grecești mai existau și relații "egalitare" în care partenerii erau de o vârstă. Exemple se găsesc și în mitologie (Ahile și Patrocle) și în istorie (Alexandru cel Mare). Dar aceste relații erau prost văzute de societate, care încerca să găsească moduri de a le vedea prin prisma tradițională a dragostei intergeneraționale. Astfel se purtau discuții în care fie Ahile, fie Patrocle reieșea ca mai în vârstă. Dar grecii mai aveau o vorbă (redată în latină ca "Taurum tollet qui vitulum sustulerit"), adică "Poate să care și un bou, cel care a ridicat vițelul", prin care lăsau să se înțeleagă că relațiile intime puteau să continue și când cel tânăr ajungea la maturitate.

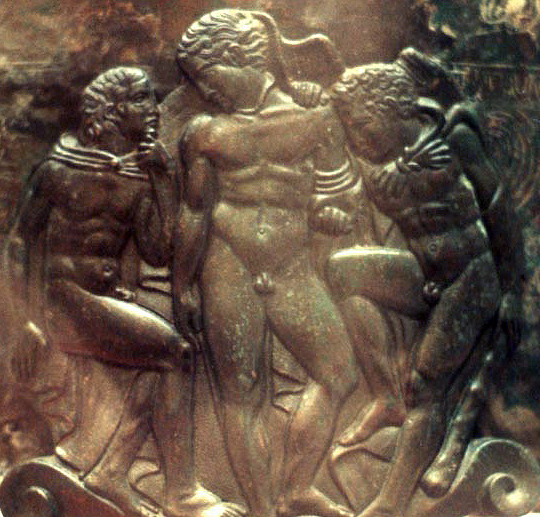
Heracle (dreapta), Eros (centru) și Iolaus (stânga). Porțiune de la baza așa-numitei Cista Ficoroni, cutie de bijuterii etruscă datând din secolul al IV-lea î. Hr.

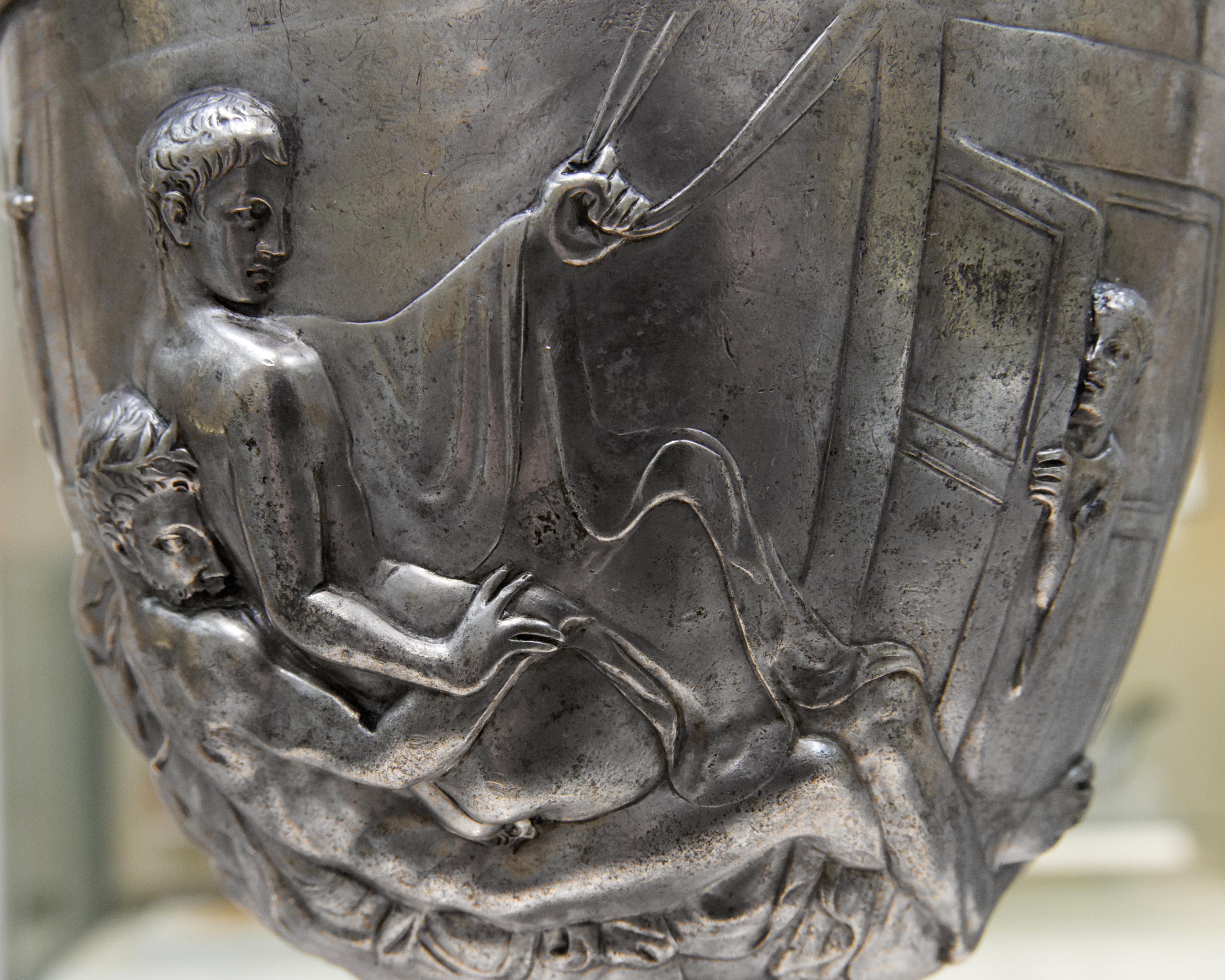
Porțiune din cupa Warren, lucrare romană, înfățișând doi bărbați care fac sex. Londra, British Museum

Asemenea lumii elenistice, homosexualitatea era o practică des întâlnită în rândul romanilor. Dacă în perioada de început a Republicii, homosexualitatea era privită ca o practică nenaturală, fiind prin urmare condamnată prin lege, anii ce aveau să urmeze aduceau în Cetatea Eternă o schimbare radicală asupra viziunii romanilor. Nu numai că relațiile sexuale între persoane de același sex erau permise, dar chiar și legiuitorii consideraseră de cuviință să introducă norme care să ofere legitimitate unor asemenea legături. Astfel, erau permise contactele sexuale dintre bărbații romani și sclavi, dar numai în situația în care cetățeanul latin juca un rol activ în relație. În aceeași ordine de idei, femeilor romane le erau permise relațiile homosexuale fără a implica, însă, în acestea, parteneri sclavi, încălcarea acestor reguli putând atrage după sine, oficial, chiar și pedeapsa capitală.
Sunt deja celebre cazurile împăraților romani implicați în relații sexuale cu parteneri de același sex. De fapt, dintre cei 12 împărați pomeniți de istoricul Suetoniu în celebra sa lucrare Viețile celor 12 cezari (de la Cezar și până la Domițian), doar doi monarhi nu au avut relații cu alți bărbați, Octavian Augustus și Claudius I. Mai mult, Nero este considerat primul împărat roman care s-a căsătorit cu un sclav (Sporus), practică reluată circa două sute de ani mai târziu de împăratul roman de origine siriană, Elagabal.
Nici chiar după încheierea dinastiei Iulio-Claudine, dinastie în care monarhi precum Tiberius, Caligula sau Nero șocaseră prin preferințele sexuale și prin excentricități, moravurile de pe tronul Romei nu aveau să dispară. Traian, și apoi Hadrian, sunt doar doi dintre monarhii ale căror înclinații homosexuale nu mai constituiau un secret pentru nimeni. În fapt, Traian era acompaniat în toate campaniile militare, inclusiv în cele dacice, de amantul său, alături de care se afișa ostentativ, ori de câte ori avea ocazia. Nu mai puțin important, Hadrian a fost pe punctul de a duce imperiul către un dezastru politico-economic după moartea neașteptată a amantului său, Antinous, în anul 130.
În Roma, acolo unde luptele de gladiatori constituiau una dintre distracțiile cotidiene ale cetățenilor de orice nivel social, se înființase chiar și o categorie specială de luptători în care nu puteau fi înscriși decât gladiatorii homosexuali, așa-numiții Retiarius Tunicatus, denumire preluată după tunicile distincte pe care erau siliți să le poarte pentru a fi recunoscuți.
Adoptarea Creștinismului ca religie oficială la Roma aducea, însă, și interzicerea sub pedeapsa cu moartea a oricăror legături homosexuale, printr-un decret imperial intrat în vigoare în anul 390. Cu toate acestea, relațiile intime între persoane de același sex au continuat să fie acceptate de cea mai mare parte a populației, până la căderea Imperiului Roman de Apus în anul 476.

#### Renașterea

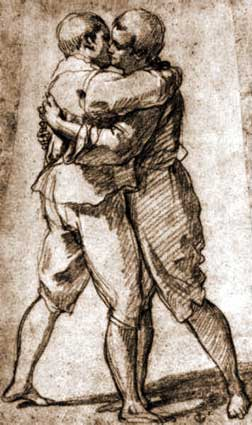
Doi florentini sărutându-se. Schiță de Bartolomeo Cesi. Florența, Galeria Uffizi

Orașele din nordul Italiei, în special Florența și Veneția, erau renumite în timpul Renașterii drept centre ale iubirii masculine. Tradiția era urmată de majoritatea populației și construită pe liniile antice, precum a fost recent semnalat în studii publicate de Michael Rocke și Guido Ruggiero. Cei mai mari artiști și oameni literari ai epocii, printre care Leonardo da Vinci, Michelangelo, Niccolò Machiavelli și Caravaggio, au participat în aceste activități și le-au celebrat prin arta și subvenția lor. Cu toate acestea, autoritățile, sub egida curții Cavalerilor Nopții, pedepseau, amendau și întemnițau o bună parte din homosexualii vremii.
Începând cu a doua jumătate a secolului al XIII-lea, moartea era pedeapsa pentru homosexualitatea masculină în mare parte din Europa. Eclipsa acestei perioade de relativă libertate artistică și erotică s-a precipitat odată cu ascensiunea călugărului italian Girolamo Savonarola. În nordul Europei, discursul artistic asupra sodomiei a fost întors împotriva promotorilor lui de către artiști precum Rembrandt, care în Violul lui Ganymede nu-l mai reprezenta pe Ganymede ca pe un tânăr voitor, ci ca pe un copil atacat de o pasăre de pradă rapace.

### Orientul Mijlociu

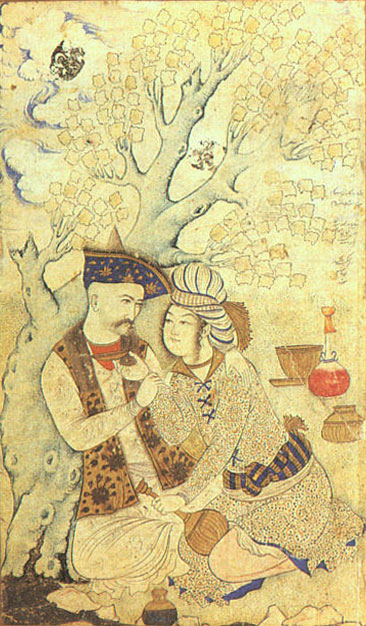
Șahul Abbas I al Persiei împreună cu un băiat. Pictură de Muhammad Qasim (1627)

Continuând vechea tradiție a iubirii masculine în care Ganymede, paharnicul zeilor, simboliza amantul ideal, poeți musulmani – în special din secta sufistă – în țările arabe medievale și în Persia au scris ode paharnicilor frumoși – deseori creștini sau evrei – care îi serveau în cârciumi și cu care își împărțeau paturile noaptea. Printre musulmani practica pederastiei și a homosexualității a fost foarte răspândită, dacă nu chiar universală (precum au arătat Richard Francis Burton, André Gide și mulți alții), și a supraviețuit până în zilele noastre. Ea continuă să se ivească în pofida eforturilor localnicilor de a o ascunde, precum s-a întâmplat după invazia americană a Afganistanului, când tradiția de iubire masculină din Kandahar, în care bărbații se asociază cu amanți adolescenți (numiți așna), a fost făcută publică.

#### Perioada preislamică
În Asiria antică, homosexualitatea era prezentă și comună; nu era pedepsită, nici condamnată, nici văzută ca imorală sau nefirească. Câteva texte
religioase conțin rugăciuni pentru binecuvântări divine asupra relațiilor homosexuale.Almanahul incantațiilor conține rugăciuni care favorizează egalitatea iubirii unui bărbat pentru o femeie, unei femei pentru un bărbat și a unui bărbat pentru un alt bărbat.
În Iran, homosexualitatea și homoeroticismul erau tolerate în numeroase locuri publice, de la mănăstiri și seminarii la taverne, tabere militare, băi publice și cafenele. În dinastia safavidă timpurie (1501–1723), bordelurile pentru prostituați (amrad khane) erau recunoscute legal și plăteau impozite.
Unii cărturari consideră că există exemple de iubire homosexuală în literatura antică, precum poemul epic mesopotamian Epopeea lui Ghilgameș sau povestea biblică a lui David și Ionatan. În Epopeea lui Ghilgameș, relația dintre protagonistul Ghilgameș și personajul Enkidu este văzută de unii ca având o natură homosexuală. În mod similar, iubirea lui David pentru Ionatan este "mai mare decât iubirea pentru femei".

### Pacificul de Sud
În multe societăți din Melanezia iubirea masculină face parte din cultura tribală. Unele triburi din Papua Noua Guinee, de exemplu Etoro și Marind, consideră că un băiat trebuie sa aibă o asemenea relație ca parte a procesului său de maturizare și inițiere în responsabilitățile lui de adult. Însă multe societăți din Melanezia au devenit ostile acestor relații de la introducerea religiei creștine de către misionarii din vest.

## Sexualitate și identitate

### Scara Kinsey
Scara Kinsey a fost concepută de biologul și sexologul american Alfred Kinsey împreună cu colegii săi Wardell Pomeroy și Clyde Martin în 1948, cu scopul de a justifica rezultatele cercetărilor care arătau că oamenii nu se încadrează exclusiv într-o singură categorie sexuală. Evaluarea orientării sexuale se face în baza unor întrebări, iar răspunsurile oferite de un individ pot varia de-a lungul existenței sale.
Astfel, conform cercetătorului Alfred Kinsey o persoană nu poate fi identificată ca fiind exclusiv heterosexuală și mulți oameni au o mai mare sau mai mică predispoziție de a fi atrași și de persoanele de același sex. Intervievând diferiți subiecți despre istoria lor sexuală, Kinsey a concluzionat că, pentru mulți oameni, comportamentul, gândurile și sentimentele sexuale față de același sex sau față de sexul opus nu sunt consistente de-a lungul timpului. Deși cei mai mulți s-au declarat a fi exclusiv heterosexuali, răspunsurile lor trădau, pe alocuri, o oarecare atracție față de persoanele de același sex.
"Bărbații nu se împart în două categorii: homosexuali și heterosexuali. Lumea nu este împărțită în capre și oi", scria Kinsey în introducerea cărții sale despre sexualitatea umană, în care el și colegii săi găseau ca fiind problematic modul tranșant în care orientările sexuale erau împărțite.
| 0 | Exclusiv heterosexual                                        |
| 1 | Predominant heterosexual, arareori homosexual                |
| 2 | Predominant heterosexual, mai mult decât arareori homosexual |
| 3 | Heterosexual și homosexual în egală măsură – bisexual        |
| 4 | Predominant homosexual, mai mult decât arareori heterosexual |
| 5 | Predominant homosexual, arareori heterosexual                |
| 6 | Exclusiv homosexual                                          |

Cercetarea lui Kinsey a fost ulterior preluată și dezvoltată de cercetători precum Fritz Klein (1932–2006). Acesta din urmă a susținut că în cazul fiecărei persoane există șapte variabile care compun orientarea sexuală: atracție sexuală (A), comportament sexual (B), fantezii sexuale (C), preferințe emoționale (D), preferințe sociale (E), stil de viață homosexual/heterosexual (F) și modul în care se identifică individul (G). Fiecăreia dintre aceste componente îi corespund trei zone temporale: trecut, prezent și viitor. În funcție de răspunsurile oferite la întrebări legate de cele 7 categorii (de la A la G) pentru fiecare indice temporal (trecut, prezent și viitor), cercetătorii pot afla cât de predispusă este o persoană către homosexualitate sau heterosexualitate. Spre deosebire de predecesorul său, Fritz Klein abordează variațiile de orientare sexuală mai mult din perspectiva temporală.
O altă scară, scara Storms, concepută de Michael D. Storms în 1980, reprezintă grafic eroticismul pe două axe x și y care permit o gamă mult mai largă de descrieri.

### Grila de orientare sexuală Klein
Articol principal: Grila de orientare sexuală Klein
Grila de orientare sexuală Klein (KSOG) a fost dezvoltată de Fritz Klein și încearcă să măsoare orientarea sexuală pornind de la scara Kinsey creată anterior de Alfred C. Kinsey. Klein a descris pentru prima dată KSOG în cartea sa din 1978, The Bisexual Option.
Ca răspuns la critica că scala Kinsey măsoară doar două dimensiuni ale orientării sexuale, Klein a dezvoltat o grilă multidimensională pentru descrierea orientării sexuale. Spre deosebire de scara Kinsey, grila Klein investighează orientarea sexuală în trecut, în prezent și în viitorul idealizat în ceea ce privește șapte factori, pentru un total de douăzeci și unu de valori. KSOG folosește valori de 1–7, mai degrabă decât scara 0–6 a Scalei Kinsey, pentru a descrie un continuu de la sexul opus exclusiv la atracția exclusiv de același sex. KSOG este adesea folosit ca instrument în cercetare.
| Variabil | Variabil                     | Determinant                                                                             | Trecut | Prezent | Ideal |
| -------- | ---------------------------- | --------------------------------------------------------------------------------------- | ------ | ------- | ----- |
| A        | Atracție sexuală             | De cine ești atras sexual?                                                              | 1-7    | 1-7     | 1-7   |
| B        | Comportament sexual          | Cu cine ai făcut sex?                                                                   | 1-7    | 1-7     | 1-7   |
| C        | Fanteziile sexuale           | Despre cine sunt fanteziile tale sexuale?                                               | 1-7    | 1-7     | 1-7   |
| D        | Preferință emoțională        | De cine te simți mai atras sau apropiat emoțional?                                      | 1-7    | 1-7     | 1-7   |
| E        | Preferință socială           | Cu ce gen socializezi?                                                                  | 1-7    | 1-7     | 1-7   |
| F        | Preferința stilului de viață | În ce comunitate îți place să îți petreci timpul? În care te simți cel mai confortabil? | 1-7    | 1-7     | 1-7   |
| G        | Autoidentificarea            | Cum vă etichetați sau vă identificați?                                                  | 1-7    | 1-7     | 1-7   |

### Coming out
Coming out (însemnand literal ieșirea afară în limba engleză) se referă la procesul de a afirma public și voluntar orientarea sexuală și/sau identitatea de gen și reprezintă un proces de recunoaștere, acceptare și mărturisire a orientării sexuale sau identității de gen atât față de sine cât și față de ceilalți. Termenul complet în limba engleză este coming out of the closet, sau ieșirea din dulap.
Din cauza discriminării împotriva persoanelor LGBT, procesul de coming out este deseori dificil și durează un timp îndelungat. O persoană poate fi "out" pentru o serie de persoane, precum familia și prietenii apropiați, dar să rămână "in the closet" pentru altele, precum colegii de muncă.
De când a luat amploare mișcarea pentru apărarea drepturilor LGBT, tot mai multe persoane trec prin acest proces, alegând să își declare public orientarea sexuală sau identitatea de gen. Acest proces reprezintă un demers sănătos din punct de vedere psihologic, fiindcă reduce presiunea resimțită de individ în a-și ascunde identitatea reală. De asemenea, coming out-ul este perceput de comunitatea LGBT ca un proces benefic de sporire a vizibilității persoanelor lesbiene, gay, bisexuale și transgender, și de reducere a marginalizării și a discriminării acestei comunități.
Coming out-ul (CO) are două forme: interior și exterior. CO interior reprezintă etapa de recunoaștere și acceptare a propriei orientări sexuale, în vreme ce CO exterior reprezintă etapa de confesare a orientării sexuale persoanelor din jur, de cele mai multe ori membrii ai familiei și prieteni apropiați.
În Statele Unite, pe 11 octombrie în fiecare an este sărbătorită Ziua Națională a Coming Out-ului (engleză: National Coming Out Day). Mulți oameni aleg special această zi pentru a-și face coming out-ul sau a-și reafirma identitatea public.

### Relații între persoane de același sex
Cuplurile gay se formează din aceleași motive și pe aceleași baze structurale și funcționale ca și cuplurile heterosexuale. Caracteristicile comune sunt atracția sexuală, afecțiunea, respectul reciproc, loialitatea, fidelitatea, încrederea, interese, valori și principii comune, sprijinul reciproc, comunicare bună, probleme și responsabilități de același gen.
Diferențele apar însă la nivel social, ca rezultat al următorilor factori externi: mediu social ostil și homofob, discriminare, etichetare, hărțuire și comportament violent, cât și abuz prin nerespectarea drepturilor legale ale cuplurilor formate din persoane de același sex. Factorii enumerați anterior își pun amprenta negativ în viața, stabilitatea și durabilitatea cuplurilor homosexuale. Lipsa de recunoaștere și respect din partea societății poate afecta calitatea relației și duce la deteriorarea și ruperea ei în final. De asemenea, există și persoane gay care nu doresc să se implice în relații stabile, care sunt în etape de experimentare sexuală.
Relațiile între persoane de același sex, ca și cele heterosexuale, sunt de diferite tipuri, influențate de vârstă, durată și grad de intensitate afectivă, cât și de contextul familial, social și de mediul extern în care ele se desfășoară.

### Identitate de gen
Deseori se fac confuzii între sex și gen. Sexul se referă la diferențele biologice dintre bărbați și femei. Genul se referă la rolurile pe care femeile și bărbații le au și relațiile generate pe baza acestor roluri. Identitatea de gen nu este fixată la naștere. Atât factorii psihologici cât și sociali contribuie la stabilirea timpurie a unei identități fundamentale și care este modificată de factorii sociali pe măsură ce copilul se maturizează. Diferențele de gen sunt construite social și nu sunt determinate de diferențele fizice sau fiziologice. Aceste diferențe se înregistrează în special la nivel comportamental (comportament social, stilul de viață), emoțional (expresivitatea emoțională) și cognitiv (abilități cognitive, autoeficacitatea etc.).
O persoană transgen este o persoană care are o identitate de gen diferită sau care își exprimă identitatea de gen în mod diferit față de identitatea de gen care i-a fost atribuită la naștere. O persoană transgen poate alege să își exprime identitatea de gen în diferite moduri. Pentru o modificare fizică permanentă se poate apela la o intervenție chirurgicală sau la un tratament hormonal. Acest proces poate dura mai mulți ani și nu implică întotdeauna o redefinire completă a genului ("schimbarea de sex"). Identitatea de gen poate fi exprimată și prin articolele vestimentare și cosmetice (aspect cunoscut sub denumirea de "cross-dressing" sau "travestire").
Dar, sunt cazuri în care identitatea unei persoane nu este strict feminină sau masculină. Aceste persoane sunt numite "androgini psihologici". La aceste persoane sexul biologic este clar stabilit, persoana însăși recunoscându-și apartenența la sexul biologic respectiv. În cazul androginului psihologic se constată asocierea sau prezența atât a calităților feminine cât și masculine. Masculinitatea și feminitatea nu se opun ca polii unui continuum. Individul le încorporează pe amândouă. El poate fi masculin și feminin, instrumental și expresiv în funcție de diversele interacțiuni sociale.
WPATH citează în Standardele de îngrijire câteva studii conform cărora prevalența persoanelor transsexuale variază de la 1:11.900 la 1:45.000 pentru persoanele de sex masculin cu tranziție către sex feminim (MTF – male-to-female, eng.) și 1:30.400 la 1:200.000 pentru persoanele de sex feminin cu tranziție către sex masculin (FTM – female-to-male, eng.).

### Sex
Articol principal: Sex
Deși orientarea sexuală nu are nicio legătură cu sexul, trebuie înțeles faptul că conform sistemului genetic de determinare a sexului la oameni există trei sexe denumite: femelă (femeiesc), mascul (bărbătesc) și intersex.
Organismele multor specii, dar nu la toate, sunt specializate în sex masculin și sex feminin, fiecare cunoscut sub numele de sex. Reproducerea sexuală implică combinarea și amestecarea trăsăturilor genetice: celulele specializate, cunoscute sub numele de gameti, se combină pentru a forma urmași care moștenesc trăsături de la fiecare părinte. Masculii produc gameti mici (spermatozoizi la animale), în timp ce femelele produc gameți mari (ovule sau celule ou).
Organismele individuale care produc gameti de sex masculin și feminin sunt denumite hermafrodite. Gametele poate fi identic ca formă și funcție (cunoscute sub numele de izogamie), dar, în multe cazuri, a evoluat o asimetrie, astfel încât există două tipuPrintre oameni și alte mamifere, bărbații au în mod obișnuit, dar nu toți, un cromozom X și un Y (XY), în timp ce femelele poartă de obicei, dar nu toate, doi cromozomi X (XX), care fac parte din sistemul XY. Unii oameni au o combinație XXYY, XYY, XXX, XXXY, XXXXY, etc. Alte animale au diverse sisteme de determinare a sexului, cum ar fi sistemul ZW la păsări, sistemul X0 la insecte și alte sisteme diferite la reptile și crustacee. Ciupercile pot avea, de asemenea, sisteme de împerechere alelică mai complexe, cu sexele care nu sunt descrise cu exactitate ca mascul, femelă sau hermafrodit.

## Demografie
Articol principal: Demografia orientării sexuale
Datele de încredere referitoare la mărimea populației de gay și lesbiene au rolul de a informa factorii de decizie. De exemplu, datele demografice ar fi utile pentru a calcula costurile și beneficiile parteneriatelor de beneficii domestice, al impactului legalizării adopțiilor de către homosexuali și a impactului politicii armatei americane cunoscută drept Don't Ask, Don't Tell. Mai departe, cunoașterea mărimii "populației gay și lesbiene oferă posibilitatea oamenilor de știință din științele sociale să înțeleagă o mare varietate de probleme importante – probleme referitoare la natura generală a alegerilor făcute pe piața muncii, acumulării de capital uman, specializării casnice, discriminării și deciziilor de situare geografică".
Măsurarea prevalenței homosexualității poate prezenta dificultăți. Cercetările trebuie să măsoare unele caracteristici care pot defini sau nu orientarea sexuală. Mulțimea oamenilor care poftesc către același sex poate fi mai mare decât mulțimea oamenilor care își realizează aceste pofte, care poate fi la rândul ei mai mare decât mulțimea celor care se identifică drept gay/lesbiene/bisexuali.
Între 1948 și 1953, Alfred Kinsey a raportat că aproape 46% dintre subiecții bărbați au "reacționat" sexual la persoane de ambele sexe în cursul vieții lor de adulți, iar 37% au avut cel puțin o experiență homosexuală. Metodologia lui Kinsey a fost criticată. Un studiu ulterior a încercat să elimine ne-reprezentativitatea populației cercetate, dar a ajuns la concluzii similare.
Estimări ale prevalenței homosexualității exclusive variază de la 1% la 20% din populație, de obicei găsind că sunt ceva mai mulți bărbați homosexuali decât lesbiene. Aproximativ una la fiecare patru familii are un membru care este LGB și majoritatea familiilor au cel puțin un membru în cercul extins al acestora.
Estimări ale frecvenței activității homosexuale variază de la o țară la alta. Un studiu din 1992 raporta că 6,1% din bărbații din Marea Britanie au avut o experiență homosexuală, în timp ce în Franța numărul era de 4,1%. Conform unui sondaj din 2003, 12% din norvegieni au avut contacte sexuale homosexuale. În Noua Zeelandă, un studiu din 2006 sugera că 20% din populație a raportat în mod anonim anumite pofte homosexuale, dar puțini dintre ei se identificau drept homosexuali. Procentajul celor care se identificau drept homosexuali era de 2–3%. Conform unui sondaj din 2007, în timp ce doar 6% din britanici își definesc orientarea sexuală drept homosexuală sau bisexuală, mai mult decât dublul lor (13%) au avut o formă de contact sexual cu cineva de același sex.
În Statele Unite, conform unui sondaj de la ieșirea de la alegerile prezidențiale din 2008, 4% din electorat se autoidentificau drept gay, lesbiene sau bisexuali, aproximativ același procentaj ca la alegerile precedente. Conform recensământului efectuat în anul 2000, la nivelul Statelor Unite existau în jur de 601.209 de cămine de parteneri necăsătoriți de același sex. Un sondaj mai recent arată că la nivelul Statelor Unite o femeie din 100 este lesbiană, 2 bărbați din 100 sunt homosexuali, în timp ce alte patru procente se identifică drept bisexuali.
Conform Manualului Merck, 4-5% din populație se consideră exclusiv homosexuali pentru toată durata vieții lor.
Statisticile existente la nivel european arată că 10% din populația unei țări este formată din persoane LGBT. În România nu există nicio statistică în acest sens, deși comunități LGBT importante se găsesc în orașele mari precum București, Cluj-Napoca sau Timișoara. Totuși, date furnizate de Comisia pentru Drepturile Minorităților Sexuale estimează ponderea populației homosexuale din România la 4% din totalul populației. Cercetătorul Sorin M. Rădulescu, luând în seamă estimările minime asupra homosexualității masculine făcute de sexologii și sociologii occidentali și datele recensământului populației din 1992, obținea "un total de aproximativ 224.000 de homosexuali exclusivi (circa 2% din totalul populației masculine)", la care adaugă un număr de circa 560.000 (5% din totalul populației masculine) de bisexuali. În aceste estimări, Rădulescu nu a luat în calcul numărul lesbienelor și nici al persoanelor care, de-a lungul vieții lor, au avut anumite experiențe homosexuale, dar pe care nu le-a inclus în populația homosexuală masculină sau feminină.
Conform Austin Institute, un institut conservator, de dreapta, din statul Texas, SUA (date publicate în 2014) „Cifrele lui Gates sunt puțin mai mici decât atât din sondajul Relationships in America, care estimează că 3,9% dintre femei și 5,6% dintre bărbați se identifică drept homosexuali, lesbiene sau bisexuali, reprezentând puțin peste 11 milioane adulți la nivel național.30 30 De asemenea, constatăm că 11 la sută dintre femei și 9 la sută dintre bărbați s-au implicat la un moment dat în comportamente sexuale între persoane de același sex, aproximativ de două ori numărul celor care se identifică ca lesbiene, gay sau bisexuali. Aceste estimări nu includ, de asemenea, 3,5% dintre bărbați și 9% dintre femei care spun că sunt în mare parte heterosexuali, dar cel puțin uneori atrași de persoane de același sex. Rețineți că estimările noastre sunt doar pentru vârstele între 18 și 60 de ani, așa că pot diferi ușor de estimările dr. Gates și CDC din acest motiv.”

## Psihologie
Studiile psihologice au respins credința că homosexualitatea este legată de boli mintale și criminalitate. Până în anii 1950, majoritatea persoanelor homosexuale studiate de psihologi și de alții erau prizonieri sau pacienți psihici, astfel încât a fost ușor să se concluzioneze că acestea erau legate.
Majoritatea oamenilor își înțeleg propria orientare sexuală și romantică începând cu vârsta de 14 ani dar o afirmă public mai târziu.
Orientarea sexuală, orientarea romantică, practica sexuală, identitatea de gen, sexul și exprimarea de gen sunt distincte; conform psihologilor, psihiatrilor, sexologilor și biologilor.

## Religie
Unii cercetători și istorici în domeniul religiei iudeo-creștine susțin că "Isus, fondatorul creștinismului, era născut homosexual [sau bisexual sau cel puțin non-heteronormativ] și avea un coportament poliamoros", inclusiv o parte dintre apostoli precum Ioan Evanghelistul, Simon Petru sau Pavel Apostolul.
Unii teologi și cercetători susțin că și personajul biblic Lazăr avea comportament non-heteronormativ și alte personaje precum Iacob, David  și Ionatan  și alți sfinți canonizați precum Francisc de Assisi, Sfântul Sebastian, etc.
Religia e considerată o formă de terapie de conversie distructivă pentru persoanele născute LGBT. Religiile sunt considerate ideologii, bazate pe un sistem de credințe neverificate științific.

## Cauze
Homosexualii sunt complet normali, exact ca și asexualii, bisexualii sau heterosexualii. Relația dintre biologie și orientare sexuală este încă în stadiul de cercetare. O cauză singulară, determinantă sau simplă nu a fost demonstrată conclusiv. Diverse studii duc la concluzii diferite, uneori în conflict cu alte studii. Teoriile disponibile la ora actuală indică o combinație de factori genetici, hormonali și sociali ce determină orientarea sexuală. Teoriile biologice cu privire la orientarea sexuală sunt mai des întâlnite și studiate, iar printre factorii biologici pot fi amintiți cei de natură hormonală, respectiv dezvoltarea fătului în uter. Orientarea sexuală este un caracter cantitativ, poligenic, existând cel putin nouă gene implicate în determinismul acesteia la care se mai adaugă factorii de mediu: mediul prenatal și hormonii și substanțele chimice care pot influența modul în care se produce diferențierea sexuală a creierului.

### Primele teorii
Omul de știință german, Karl Heinrich Ulrichs, a popularizat teoria conform căreia homosexualii ar constitui un al treilea sex: corp de bărbat și minte de femeie. Ulrichs astfel a fost primul om de știință al secolului al XIX-lea care susținea că homosexualitatea este dobândită, la fel ca și oricare alt caracter, pe linie genetică. În 1889, Magnus Hirschfeld, un medic german care a fost profund influențat de teoria celui de-al treilea sex a lui Ulrichs, a făcut un fel de jurnal devotat studiului homosexualității. În 1911 Hirschfeld pune bazele Institutului pentru Științe Sexuale la Berlin care avea ca scop studiul sexualității din mai multe puncte de vedere: biologic, antropologic și al datelor statistice. Christopher Isherwood, care a vizitat institutul, îl descrie în Christopher și cei ca el. Naziștii când au venit la putere au distrus institutul lui Hirschfeld și toate documentele acestuia.

### Componenta genetică
Căutarea "genei gay" datează încă din 1993, când o echipă americană condusă de doctorul Dean Hamer a descoperit o regiune ADN localizată pe cromozomul X denumită Xq28. Această regiune a ajuns să fie cunoscută și drept GAY-1, un marker genetic legat de homosexualitatea masculină – studii ulterioare arătând că, în vreme ce la populația cu o orientare sexuală heterosexuală identificatorul GAY-1 nu a fost niciodată întâlnit, la o parte semnificativă, dar nu majoritară, a populației homosexuale masculine acesta este prezent. Un studiu condus de Giorgi Chaladze de la Universitatea de Stat "Ilia" din Tbilisi și publicat în Archives of Sexual Behavior arată că "aproximativ jumătate dintre toți bărbații și femeile heterosexuale poartă așa-numitele gene activitate ale homosexualității, care sunt transmise de la o generație la alta[¿?]", fapt care ar explica, potrivit studiului, modul în care homosexualitatea a persistat de-a lungul istoriei, în ciuda faptului că bărbații homosexuali lasă urmași [¿?].
Un alt studiu care explorează aspectul epigenetic al apariției homosexualității umane a fost publicat în The Quarterly Review of Biology, avându-i ca autori pe Serghei Gavrileț, director al National Institute for Mathematical and Biological Synthesis (NIMBioS) și profesor la Universitatea din Tennessee – Knoxville, William Rice, profesor la Universitatea din California – Santa Barbara, și Urban Friberg, profesor la Universitatea din Uppsala, Suedia. Studiul lor arată că un număr de epi-marks legați de sex, care în mod normal nu sunt transmiși ereditar, ci sunt eliminați, pot duce la homosexualitate în cazurile în care nu are loc acest proces de eliminare; în aceste cazuri, respectivii epi-marks pot fi transmiși de la o generație la alta, trecând de la tată la fiică și de la mamă la fiu. Așa-numiții epi-marks constituie un "strat" suplimentar de informație adăugat structurii noastre genetice, pentru a controla expresia genelor. Genele conțin instrucțiunile de funcționare, dar epi-marks controlează modul în care sunt urmate aceste instrucțiuni: când, unde și în ce măsură o anumită genă se exprimă în cursul dezvoltării.
Acești epi-marks sunt, în mod obișnuit, creați la fiecare generație, nu moșteniți, dar cercetări recente demonstrează că, în unele cazuri, ei pot trece de la o generație la alta și astfel pot contribui la similarități între persoanele înrudite, imitând efectul genelor comune. Diferiți epi-marks protejează diferite caracteristici ale corpului de masculinizare sau efeminare: unii afectează organele genitale, alții identitatea sexuală, alții orientarea sexuală. În rarele cazuri în care acești epi-marks sunt transmiși de la o generație la alta, de la tați la fiice sau de la mame la fii, ei pot produce efecte inverse, precum feminizarea unor trăsături la băieți (iar orientarea sexuală poate fi una dintre aceste trăsături) și, în mod similar, masculinizarea unor caracteristici ale fetelor.
În lucrarea Biologia homosexualității. Ne naștem homosexuali, nu alegem să fim așa, cercetătorul belgian Jacques Balthazart susține că, pe lângă factorii genetici, "mai există un element imunologic, o reacție imunitară dezvoltată de mamă contra embrionului de sex masculin", care influențează preferințele sexuale ale acestuia.
În susținerea componentei genetice a homosexualității vine un studiu efectuat pe gemeni (identici și fraternali) și pe adopții. Studiul relevă faptul că acolo unde unul dintre gemenii identici este homosexual, există 40–50% șanse ca și celălalt să fie tot homosexual. Dacă un geamăn fraternal este homosexual, atunci fratele său are 25% șanse să fie și el homosexual. Într-o familie care are un copil homosexual, un copil adoptat are numai 3–5% șanse să fie homosexual – procent care corespunde procentului de homosexuali din societatea în ansamblu.

### Factori de mediu postnatali
Articol principal: Mediul și orientarea sexuală
Un studiu apărut în numărul din octombrie 2006 al revistei Archives of Sexual Behavior, sub semnătura epidemiologului danez Morten Frisch și a statisticianului Anders Hviid, prezintă o analiză a datelor obținute de la două milioane de bărbați și femei. Cercetarea indică o legătură între factorii de mediu – locul nașterii și relațiile familiale – și probabilitatea de a avea un partener de același sex sau de sex opus. Studiul arată și că numărul de frați și surori sporește probabilitatea de a avea un partener de sex opus. Cercetătorii au constatat că pentru fiecare an suplimentar în care părinții unei persoane au rămas căsătoriți, probabilitatea alegerii unui partener heterosexual la copii crește cu 1,6% la fii și cu 1% la fiice. Spre deosebire, rata parteneriatelor homosexuale scade cu 1,8% la fii și cu 1,4% la fiice, pentru fiecare an suplimentar de căsnicie a părinților lor. În ceea ce privește parteneriatele homosexuale, cercetătorii au constatat că locul nașterii are legătură cu orientarea sexuală. Nașterea într-un mediu urban crește probabilitatea alegerii unui partener homosexual și o scade pe cea a unui partener heterosexual. Frisch și Hviid au anunțat că "pentru bărbați, identitatea necunoscută a tatălui, divorțul părinților, conviețuirea de scurtă durată cu ambii părinți și lipsa îndelungată a tatălui sunt toate asociate cu o probabilitate sporită a homosexualității". Pentru femei, incidența parteneriatelor homosexuale este mai mare la cele ale căror părinți au fost căsătoriți pentru puțin timp și la cele cu o mamă absentă din cauza abandonului sau a decesului în perioada adolescenței. Acest studiu nu a fost conceput pentru a examina toate posibilele contribuții la orientarea sexuală și nici nu ia în considerare situațiile individuale.

### Hormonii prenatali
Articol principal: Hormonii prenatali și orientarea sexuală
Experimentele pe animale au dovedit că femelele care au fost tratate cu testosteron în perioadele critice nu mai prezentau comportamentul de lordoză (comportament sexual feminin) și încercau să monteze alte femele când erau tratate cu testosteron în viața de adult în timp ce masculii tratați cu antiandrogeni în perioada prenatală prezentau comportamentul de lordoză și nu erau interesați de femele. Acest lucru se datorează faptului că androgenii din perioadele critice defeminizează și masculinizează hipotalamusul. În absența acțiunii androgenilor toți indivizii tind să se dezvolte într-o direcție feminină, feminizarea mergând în mod pasiv de la sine. Defeminizarea este procesul prin care embrionul este deturnat de la direcția feminină în care tinde să se dezvolte în timp ce masculinizarea este procesul prin care se formează structurile implicate în comportamentul sexual masculin. Acest lucru se poate întâmpla și la om în cazul gemenilor de sex opus sau în cazul în care mama produce prea mulți hormoni androgeni sau ia un tratament cu efect androgenic și embrionul este de sex feminin. Mai există o situație în care mama care a mai avut băieți înainte împiedică masculinizarea creierului embrionului de sex masculin printr-o reacție imună.
În 1991, neurobiologul Simon LeVay a scris articolul "A difference in hypothalamic structure between heterosexual and homosexual men" în revista Science. El susținea că a descoperit că un mic grup de neuroni, cunoscuți ca INAH-3, aflați în partea anterioară a hipotalamusului, și că în creierului bărbaților homosexuali este doar a treia parte dintr-o jumătate din mărimea celui întâlnit la bărbații heterosexuali și aproape de aceeași mărime cu cel al femeilor heterosexuale. Întrucât atât bărbații homosexuali cât și femeile heterosexuale sunt atrași de bărbați, s-a ajuns la concluzia că mărimea nucleului hipotalamic este legată de orientarea sexuală.
Studiul a fost intens criticat în 1995 deoarece eșantionul de 19 homosexuali era insuficient și pentru faptul că toți muriseră de SIDA, iar cauza modificărilor în creier putea fi tratamentul contra bolii sau boala în sine. În 1993 fuseseră contestate măsurătorile pentru că au fost efectuate de o singură persoană, aspect care nu este acceptat din punct de vedere științific.
Conform unor oameni de știință care au publicat acest lucru în 2010, baza biologică a homosexualității se află în diferențe funcționale din hipotalamus. Aceste diferențe apar datorită acțiunii hormonilor asupra creierului fătului, în timp ce acesta se află în uterul mamei sale.
„Creierul fătului se dezvoltă în perioada intrauterină în variantă masculină prin acțiunea directă a testosteronului asupra celulelor nervoase pe cale de dezvoltare sau în variantă feminină prin lipsa acestui aport ridicat de hormon. În acest fel, identitatea noastră de gen este programată sau organizată în structurile creierului nostru atunci când suntem încă în uter. Nu există niciun indiciu că mediul social de după naștere ar avea vreun efect asupra identității de gen sau a orientării sexuale.”—A Garcia-Falgueras, D.F. Swaab, Sexual hormones and the brain: an essential alliance for sexual identity and sexual orientation, 2010

### Stresul prenatal
Articol principal: Hormonii prenatali și orientarea sexuală
Teoria denumită neadecvat de stres prenatal joacă un rol în diferențierea sexuală a creierului și formarea orientării sexuale.
În urma unor experimente pe șobolani, doctorul Ingebog Ward, psiholog și cercetător la Universitatea Villanova a descoperit că masculii cu mame stresate prenatal prezentau mai puține comportamente de montă (comportament sexual masculin) și mai multe comportamente de lordoză (comportament sexual feminin). Femelele gestante au fost împărțite în trei grupuri: un grup martor, un grup de femele stresate în primele 10 zile de gestație (ceea ce corespunde cu primele trei luni de sarcină la om) și un grup de femele stresate în perioada terminală a gestației. Pentru stresarea femelelor s-au folosit lumini și zgomote puternice. Spre deosebire de lotul martor și de masculii care au fost expuși la stres în perioada terminală a vieții intrauterine, masculii care au fost stresați în primele 10 zile ale dezvoltării prenatale prezentau mai puține comportamente de montă și mai multe comportamente de lordoză.
Un alt studiu pe șobolani a dovedit că stresul prenatal masculinizează creierul femelelor și împiedică masculinizarea creierului la masculi. Mecanismul prin care se produce acest fenomen este legat tot de hormonii androgeni. Când se produce reacția de stres pe lângă cortizol și alți hormoni de stres glandele suprarenale ale femelei stresate dar și ale fetusului mai produc și hormoni androgeni. Acești hormoni androgeni acționează direct asupra creierului în formare în cazul femelelor iar la masculi împiedică testiculele să secrete testosteron, în acest fel împiedicând masculinizarea.

### Ordinea nașterii fraților și orientarea sexuală la bărbați
Articol principal: Ordinea nașterii fraților și orientarea sexuală la bărbați

În urma mai multor studii s-a observat o corelație între ordinea nașterii fraților și orientarea sexuală la bărbați. Ray Blanchard a fost primul care a identificat asocierea și a menționat-o ca efectul ordinii nașterii fraților (en. fraternal birth order effect).   
Concluzia studiilor este: cu cât un bărbat are mai mulți frați mai mari ca el din aceeași mamă, adunând și frații dinaintea lui decedați sau avortați, însă, indiferent de numărul de surori mai mari sau mai mici și indiferent dacă locuiește în același cămin, atunci cu atât este mai mare probabilitatea ca acesta din urmă să aibă o orientare homosexuală sau bisexuală. 
Uneori a fost numit efectul fratelui mai mare (en. older brother effect). S-a estimat că minim 15% din demografia persoanelor cu orientare homosexuală este asociată cu ordinea nașterii fraților de sex masculin. S-a concluzionat, analizându-se comparativ familile cu frați mai mari dar care nu erau născuți din aceeași mamă și corelat și cu faptul că îndemânarea în a fi stângaci, dreptaci sau ambidextru este formată prenatal că orientarea sexuală se formează în timpul sarcinii. Unele studii au luat în calcul și sarcinile pierdute și avorturile.
Efectul fratelui mai mare operează printr-un mecanism biologic în timpul vieții prenatale, nu în timpul copilăriei sau adolescenței și este independent de vârstă, anul nașterii, climă, mediu, cultură, educație, religie, statut socioeconomic, tipul de familie, identitate, rasă, etc.

### Expunerea embrionului la nicotină
Dacă în primele trei luni de sarcină mama fumează există o probabilitate mai mare ca fiica acesteia să fie lesbiană pentru că nicotina defeminizează și masculinizează creierul embrionului.

### Studii antropologice
Articol principal: Bonobo (Pan Pansicus)
Unii antropologi susțin că orientarea sexuală, romantică sau în alte cazuri privită doar ca practică sexuală, majoritară la oameni e bisexualitatea (subdiviziune a orientării non-heteronormative) deoarece împărțim aproape 99% din ADN-ul nostru cu primatele Bonobo (Pan Pansicus) și sunt cele mai apropriate ca și comportament social și sexual  de oameni. Acestea având o societate matriarhală, curioasă, inventivă . Preponderent cu comportament bisexual, peste 60% dintre indivizi indiferent de sex, fără pruncucidere și sunt singurele animale non-umane care fac sex, mai puțin în perioada de menstruație la femele, față în față, tot timpul anului. Ceilalați masculi izolează individul abuzator. Aceste primate comunică, în cerc, între ele folosind peste 1000 de sunete diferite. Sunt printre singurele animale non-umane care comunică cu oamenii; prin combinații de ideograme, folosind, în captivitate observat, peste 348 de simboluri. Sunt singurele animale non-umane cărora nu le e frică de foc și îl stăpânesc.

## Terapia de conversie. Eforturi de schimbare a orientării sexuale
Articol principal: Terapie de conversie
Numele oficial al tuturor programelor de acest gen este Efort de Schimbare a Orientării Sexuale (SOCE) și includ diverse metode. Există metode axate pe partea psihică, inclusiv terapie comportamentală, hipnoză, terapie de convertire și grupuri de sprijin. Există metode religioase bazate pe rugăciune. În trecut, eforturile de schimbare au inclus terapia prin electroșocuri, lobotomia și o varietate de proceduri chirurgicale menite a extrage diverse părți ale organelor genitale, atât la bărbați cât și la femei, incluzând castrarea completă.
În general, tinerii sunt forțați să accepte terapii de conversie datorită presiunii din partea familiei sau apropiaților. Cei apropiați pornesc fie de la interpretări greșite ale textelor religioase, fie de la o premiză falsă că persoanelele LGBT nu vor avea copii, fie că tinerii vor căpăta infecții cu transmitere sexuală. Mai mult de 1/2 dintre persoanele LGBTQ au copii iar rata infecțiilor cu STD este aproape egală cu cea a persoanelor cu orientare exclusiv heterosexuală.
Terapia schimbării orientării sexuale este respinsă de psihoterapeuți. Într-o hotărâre adoptată de către consiliul Asociației Psihologilor Americani (APA) și în raportul în care aceasta este menționată, asociația și-a exprimat dezaprobarea legat de terapia reparativă. Studii amintite de APA în raport arată că eforturile de a produce schimbarea pot fi dăunătoare, provocând depresie și tendințe sinucigașe. Asociația a mai criticat și în trecut terapia reparativă, dar și-a întărit poziția prin examinarea a 87 de studii pe tema schimbării orientării sexuale, studii întreprinse din 1960 până în 2007.
Programe care cuprind mărturii din partea unor persoane pretinzând că au fost gay și s-au schimbat nu sunt bazate pe dovezi științifice. Niciun studiu de cercetare pe termen lung nu a putut demonstra schimbări în persoane gay; toate mărturiile cuprinse în aceste programe se bazează exclusiv pe schimbări momentane de comportament, dar nu pe schimbări efective de identitate personală și atracție erotică.
Religia e considerată o formă de terapie de conversie distructivă pentru persoanele născute LGBT. De asemenea, Adunarea Generală a ONU solicită terminarea globală a terapiei de conversie din partea oricărei entități.

## Capacitatea familială
Cercetările științifice au fost în general consecvente în a demonstra că părinții homosexuali sunt la fel de pregătiți și capabili ca părinții heterosexuali, iar copiii lor sunt sănătoși psihologic și bine întreținuți asemenea copiilor crescuți de părinți heterosexuali. Potrivit publicațiilor științifice și datelor din literatura de specialitate, nu există dovezi care să demonstreze contrariul. Mai mult, Abbie Goldberg, doctor în psihologie clinică și absolventă a Universității din Massachusetts, afirma într-o lucrare de-a ei:
Contrar opiniei publice, sarcinile sunt mult mai frecvente în rândul tinerilor lesbiene, homosexuali, bisexuali decât printre omologii lor heterosexuali, sugerează un nou studiu al studenților din liceele din New York City.  Din ce în ce mai mulți tineri LGBTQ din generația Millenials intenționează să aibă copii indiferent de venit, se arată în sondaj. Prețul poate fi costisitor pentru familiile LGBTQ, în special pentru cele dependente de tehnologia de reproducere asistată.
„Literatura științifică [curentă] ne arată la modul constant că tinerii cu părinți gay sunt adaptați social în aceeași măsură [ca și cei cu părinți heterosexuali], că au la fel de mulți prieteni apropiați și că sunt considerați a fi populari printre colegii lor în aceeași măsură.”

Un studiu de caz publicat în American Sociological Review în 2001 sugerează faptul că copiii cu părinți homosexuali nu se conformează stereotipurilor de gen și tind să fie mai deschiși față de posibilitatea unei relații gay, parțial din considerente genetice (80% din copiii crescuți de cupluri de același sex din Statele Unite nu sunt adoptați, ci provin din căsătorii heterosexuale anterioare) și legate de socializarea în familie (copiii cresc într-un mediu mai tolerant, mai puțin heterosexist), chiar dacă majoritatea copiilor crescuți de cupluri homosexuale se identifică drept heterosexuali. De asemenea, în comparație cu tinerii cu părinți heterosexuali, tinerii cu părinți gay sunt mai deschiși către persoanele de altă rasă și către persoanele care provin din alte medii decât ei. O recenzie din 2005 a lui Charlotte J. Patterson pentru Asociația Psihologilor Americani a constatat că datele disponibile nu au sugerat rate mai mari de homosexualitate printre copiii părinților homosexuali. Alt studiu din 2010 sugerează faptul că copiii părinților homosexuali au mai multe șanse de a adopta identități non-heterosexuale, mai ales fiicele mamelor lesbiene.
[Deși mulți confundă, e de specificat că] orientarea sexuală și romantică nu are legătură cu reproducerea sexuată [sau/și viața familială]. O persoană asexuală, bisexuală, heterosexuală sau homosexuală poate avea sau nu progenituri. Sexul reproducător nu necesită o orientare specifică, deoarece orientarea sexuală se referă, de regulă, la un model de durată de atracție sexuală și emoțională pe termen lung, care duce adesea la legături sociale pe termen lung, în timp ce reproducerea necesită doar un singur act de copulare pentru a fertiliza ovulul prin spermatozoizi.

### Bunăstarea copiilor
Un studiu condus de cercetători afiliați Institutului Williams, Universității din Amsterdam și Universității Columbia și publicat în aprilie 2016 întărește ideea că nu există diferențe între copiii crescuți de cupluri heterosexuale și cei crescuți de cupluri homosexuale în ceea ce privește starea generală de sănătate, dificultățile emoționale, comportamentul de adaptare sau comportamentul de învățare. Din contră, un studiu lansat de Universitatea din Texas sugerează că părinții de același sex petrec mai mult timp cu copiii lor decât părinții de sex opus. Studiul, realizat pe un eșantion de 40.000 de părinți, arată că familiile formate din două mame petrec cel mai mult timp cu copiii lor, chiar cu 40% mai mult decât media. Autoarea studiului, Kate Prickett, spune: „Concluziile noastre sprijină argumentul conform căruia atenția pe care părinții gay o alocă copiilor lor este la fel de importantă, dacă nu chiar mai importantă, ca și în cazul cuplurilor hetero”.
Performanță școlară
Analizând un set de date reprezentative pentru întreaga populație americană a copiilor crescuți în familii gay (date obținute la recensământul din 2000), sociologul Michael Rosenfeld de la Universitatea Stanford a ajuns la concluzia că acești copii parcurg ciclul școlar primar în exact același ritm ca și copii crescuți în familii heterosexuale.
Lucrând cu un grup de 44 de adolescenți între vârstele de 12 și 18 ani care au crescut în familii gay și cu un grup analog de 44 de adolescenți care au crescut în familii heterosexuale, psihologii Jennifer Wainright, Stephen Russell și Charlotte Patterson nu au găsit nicio diferență între cele două grupuri din punct de vedere al performanței școlare (note, probleme cu profesorii etc.). De asemenea, nu a fost identificată nicio diferență în nivelul de încredere în sine sau în tendințele spre depresie sau anxietate.
Dezvoltare cognitivă
Trei cercetători de la Universitatea din California au publicat în 2012 în American Journal of Orthopsychiatry un studiu prin care au dovedit că familiile heterosexuale și cele gay care adoptă copii din sistemul de asistență maternală își aduc în aceeași măsură aportul la dezvoltarea cognitivă a acestora. La 24 de luni de la adopție, IQ-ul subiecților crescuse în medie cu 10 puncte, tipul de familie adoptivă neavând nicio relevanță în acest sens.
Dezvoltare socială
Autorii unui studiu publicat în 2008 în Developmental Psychology au chestionat adolescenți crescuți în familii heterosexuale și în familii de lesbiene pe tema relațiilor lor sociale (percepția lor asupra calității relației cu colegii, numărul de prieteni, calitatea sprijinului pe care-l primesc din partea prietenilor etc.). Nu au fost găsite diferențe între cele două grupuri de tineri.
Un metastudiu ce a analizat rezultatele a 34 de studii individuale (efectuate între anii 1978–2004) a arătat că nu există nicio diferență sistematică între gradul de sociabilitate a tinerilor crescuți în cele două tipuri de familii.
Sănătate mintală
Între anii 1986 și 1992, 154 de mame lesbiene și copiii lor au fost periodic intervievați în legătură cu comportamentul celor din urmă. Lucrând cu o parte din datele obținute prin intermediul acestui studiu longitudinal, cercetătorii Nanette Gartrell (Universitatea din California) și Henny Bos (Universitatea din Amsterdam) au publicat în 2010 o analiză a sănătății mintale a adolescenților de 17 ani crescuți de către două mame. Rezultatele au fost mai apoi comparate cu scorurile obținute de către un grup analog de tineri crescuți în familii heterosexuale. Tinerii cu două mame au dat dovada unei adaptări psihologice la realitatea înconjurătoare superioară celei dovedite de către ceilalți tineri. Autorii spun că acest rezultat poate fi explicat prin interesul ridicat pe care și-l dau în general mamele lesbiene pentru procreare și creșterea copiilor.
Lucrând cu 106 de familii cu copii adoptați (27 de familii cu două mame, 29 cu doi tați și 50 cu o mamă și un tată), studiul lui Rachel Farr, Stephen Forssell și Charlotte Patterson nu a găsit nicio legătură semnificativă din punct de vedere statistic între orientarea sexuală a părinților și sănătatea mintală a copiilor (probleme de comportament, stres, depresie, anxietate, capacitate de concentrare, agresivitate, violență etc.).
Victimizare
Tot Gartrell, Bos și Goldberg au mai descoperit, în urma unei alte analize, că adolescenții de 17 ani crescuți în familii de lesbiene au mai puține șanse de a fi victimizați de către unul dintre părinți (din punct de vedere verbal, emoțional, fizic sau sexual) decât cei crescuți în familii heterosexuale.
Abuz de alcool și droguri
Într-un studiu publicat în 2006, psihologii Jennifer Wainright și Charlotte Patterson de la Universitatea din Virginia au ajuns la concluzia că adolescenții crescuți de către mame lesbiene fac uz de tutun, alcool sau droguri la același nivel cu cei crescuți în familii heterosexuale. Orientarea sexuală a părinților nu are nicio influență asupra comportamentului delincvent al copilului. Autorii au descoperit că un factor determinant pentru delincvența juvenilă este lipsa unei relații strânse afective cu părinții.

### Reproducere
Contrar opiniei publice des răspândite, totuși, sarcinile sunt mult mai frecvente în rândul tinerilor lesbiene, homosexuali, bisexuali decât printre omologii lor heterosexuali, sugerează un nou studiu al studenților din liceele din New York City.  Din ce în ce mai mulți tineri LGBTQ din generatia Millenials intenționează să aibă copii indiferent de venit, se arată în sondaj. Prețul poate fi costisitor pentru familiile LGBTQ, în special pentru cele dependente de tehnologia de reproducere asistată.
O persoană poate avea sau nu urmași (genetici sau/și epigenetici) Orientarea, identitatea, sexul, etc. nu au legătură cu reproducerea sexuată. O persoană poate avea sau nu progenituri (care moștenesc genetic predecesorul). Sexul reproducător nu necesită nimic specific ce ține de orientare, identitate, etc. deoarece reproducerea sexuată necesită doar un singur act de copulare pentru a fertiliza ovulul prin spermatozoizi. O persoană poate avea sau nu urmași și prin adopție; un copil adoptat moștenește epigenetic și părintele sau părinții care l-au adoptat.
Conform unor studii din 2015, chestionate doar femeile care au avut relații cu bărbați bisexuali, s-a tras concluzia că: "bărbații bisexuali (parte a comunității LGBTQIA+) sunt mai buni iubiți, tați și parteneri".

## Sănătate

### Fizică
Termenii "bărbați care fac sex cu bărbați" (MSM – "men who have sex with men") și "femei care fac sex cu femei" (WSW – "women who have sex with women") se referă la persoanele care întrețin relații sexuale cu alte persoane de același sex indiferent de orientare – întrucât mulți aleg să nu accepte identitățile sociale de lesbiană, homosexual și bisexual. Acești termeni sunt frecvent folosiți în literatura medicală și cercetările sociale, având drept scop studiul unor astfel de grupuri, fără a fi neapărat luate în considerare aspectele legate de identitatea sexuală. Totuși, termenii sunt controversați în rândul cercetătorilor, întrucat "complică dimensiunile sociale ale sexualității, subminează autoetichetarea persoanelor lesbiene, homosexuale și bisexuale și nu descriu suficient variațiile în comportamentul sexual". MSM și WSW sunt activi sexual între ei pentru o varietate de motive, în special plăcere sexuală, intimitate și legătură emoțională. În contrast cu beneficiile sale, comportamentul sexual poate fi un vector de boală. În acest caz, oficialii din domeniul sănătății publice recomandă măsuri de protejare în timpul contactului sexual.
Încă de la izbucnirea epidemiei de SIDA în anii '80, acest sindrom era asociat cu minoritatea homosexuală, deși numeroase cazuri au fost raportate și în rândul populației heterosexuale. SIDA este o boală răspândită prin intermediul contactelor sexuale neprotejate – indiferent dacă partenerul este de sex diferit sau de același sex. La sfârșitul anului 2011, în Statele Unite, 57% din cele aproximativ 1,2 milioane de persoane diagnosticate cu HIV erau bărbați homosexuali și bisexuali. La polul opus, persoanele lesbiene prezintă cel mai scăzut risc de infectare cu virusul HIV. România interzice în prezent donarea de sânge în cazul în care donatorul este un bărbat care a întreținut relații sexuale cu un alt bărbat, chiar dacă au folosit prezervativ.

### Mintală
Atunci când a fost descrisă pentru prima dată în literatura medicală, homosexualitatea a fost adesea abordată dintr-o perspectivă care a căutat să găsească o psihopatologie inerentă drept cauză de bază. S-a constatat că literatura care clasifica homosexualitatea și bisexualitatea drept maladii mintale este neîntemeiată din punct de vedere metodologic. Rezultatele acestor studii eronate au fost folosite pentru a sprijini teoriile conform cărora homosexualitatea și bisexualitatea sunt boli mintale sau indică un blocaj al dezvoltării psihosexuale. Cu toate că aceste studii ajung la concluzia că homosexualitatea este o boală mintală, ele nu au un suport fundamental în realitate și elaborează puncte de vedere ce conduc la reprezentări incorecte cu privire la persoanele lesbiene, gay sau bisexuale. Atunci când studiile au semnalat diferențe între subiecții homosexuali și heterosexuali cu privire la funcționarea psihologică, aceste diferențe au fost atribuite efectelor stresului legat de stigmatizarea suferită de subiecți pe baza orientării lor sexuale. Acest stres poate conduce la creșterea riscului de tentative de suicid, abuz de substanțe și tulburări emoționale.
Asociația Americană de Psihiatrie a înlăturat încă din 1973 homosexualitatea din rândul deviațiilor sexuale în Manualul de Diagnostic și Statistică a Tulburărilor Mintale. Cu toate acestea, există o "homosexualitate discordantă", când individului îi este rușine cu impulsurile sale sexuale și există o "homosexualitate concordantă", când individul și le acceptă fără nicio îndoială. Homosexualitatea discordantă ar putea indica recomandări spre psihoterapie, însă cea concordantă, nu.
Ostracizarea socială, discriminarea legală, internalizarea stereotipurilor negative și structurile de sprijin limitate reprezintă factori cu care se confruntă persoanele homosexuale în societățile occidentale și care adesea afectează în mod negativ sănătatea lor mintală. Stigmatul, prejudecățile și discriminarea care derivă din atitudinile sociale negative față de homosexualitate duc la o prevalență mai mare a tulburărilor psihice în rândul lesbienelor, homosexualilor și bisexualilor, comparativ cu omologii lor heterosexuali. Pe de altă parte, studiile indică faptul că liberalizarea acestor atitudini de-a lungul ultimelor decenii este asociată cu o scădere a astfel de riscuri de sănătate mintală în rândul tinerilor LGBT.

### Impactul asupra adolescenților
Articol principal: Sinuciderea în rândul tinerilor LGBT
Tinerii homosexuali și tinerele lesbiene poartă un risc crescut de suicid, abuz de substanțe, probleme școlare și claustrare din cauza unui "mediu ostil și dezaprobator, abuzului verbal și fizic, respingerii și izolării din partea familiei și apropiaților". Un raport al Departamentului de Sănătate și Servicii Umane al Statelor Unite relevă că o treime dintre sinuciderile reușite sunt comise de adolescenți cu orientare homosexuală și că tinerii gay sunt de 2–3 ori mai înclinați să încerce să se sinucidă comparativ cu tinerii heterosexuali. În plus, tinerii LGBT sunt mai susceptibili în a raporta abuz psihologic și fizic din partea părinților sau tutorilor legali, dar și abuzuri de natură sexuală. Victimizarea și hărțuirea pot avea consecințe severe, incluzând depresie, mărirea sentimentului de vulnerabilitate și lipsă de putere, mânie, anxietate și simptome de stres posttraumatic. Homosexualitatea poate izola adolescentul față de prieteni, colegi, care în această perioadă au rolul de deveni o a doua familie. Astfel, adolescentul în căutarea identității propii se va identifica cu cea sexuală. Riscul este ca pe diferite elemente de personalitate să rămână blocat în acest stadiu. Prin atitudinea socială de denigrare, de umilire, societatea nu face decât să îndepărteze homosexualul, să-l determine să rămână în legătură cu comunitatea sa care astfel se întărește.
Un studiu din 2008 indică o corelație între gradul de respingere din partea părinților adolescenților LGB și problemele de sănătate ale adolescenților incluși în studiu:
„Rate mai mari de respingere din partea familiei au fost semnificativ asociate cu stări de sănătate precare. Pe baza raporturilor de șanse, tinerii LGB care au raportat niveluri mai ridicate de respingere familială în timpul adolescenței au avut de 8,4 ori mai multe șanse de a recurge la tentative de suicid, de 5,9 ori mai multe șanse de a dezvolta depresie, de 3,4 ori mai multe șanse de a consuma droguri ilegale și de 3,4 ori mai multe șanse de a se angaja în raporturi sexuale neprotejate, comparativ cu omologii din familii care nu au raportat sau au raportat niveluri scăzute de respingere familială.”
Remafedi, Farrow și Deisher (1991) au găsit că încercările suicidale sunt corelate cu efeminarea și cu precocitatea psihosexuală. Ei consideră că: 
„[...] cu fiecare an de întârziere în autoetichetarea ca homosexual sau bisexual, șansa apariției unei încercări suicidale scade cu 80%. Acest rezultat este concordant cu descoperirea anterioară a unei relații inverse între problemele psihosociale și vârsta la care se dobândește identitatea homosexuală. În comparație cu persoanele mai vârstnice, adolescenții pot fi în general mai puțin capabili să lupte cu izolarea și stigmatizarea pe care le aduce identitatea homosexuală.”
În 1994, făcând o sinteză a studiilor privind încercările suicidale, Remafedi găsește că factorii de risc pot fi atât specifici adolescenților în general (disfuncții familiale, abuz de substanțe, abuzuri sexuale), cât și specifici tinerilor gay și bisexuali (atipicalitate față de genul atribuit, formarea identității gay la o vârstă fragedă, conflicte intrapersonale privind sexualitatea și nedezvăluirea orientării sexuale altor persoane). Într-un material din 1999, el adaugă victimizarea prin violență, lipsa suportului social, abandonul școlar, încercările suicidale ale rudelor sau prietenilor, lipsa de locuință.

## Drept și politică

### Legi împotriva discriminării sexuale

#### Uniunea Europeană
În Uniunea Europeană, articolul 13 din Tratatul CE interzice orice discriminare pe criterii de orientare sexuală, iar Carta Drepturilor Fundamentale a Uniunii Europene este prima cartă internațională privind drepturile omului care include în mod explicit termenul "orientare sexuală":
„Se interzice discriminarea de orice fel, bazată pe motive precum sexul [...] sau orientarea sexuală.”—Carta Drepturilor Fundamentale a Uniunii Europene (articolul 21)
În prezent, Uniunea Europeană a adoptat acte normative pentru combaterea discriminării pe motive de orientare sexuală doar în domeniul ocupării forței de muncă. Directiva privind egalitatea de tratament la încadrarea în muncă interzice discriminarea în ceea ce privește accesul la și condițiile de încadrare în muncă, la activități independente, formarea profesională, precum și la orientarea și afilierea la organizațiile lucrătorilor și angajatorilor. Această directivă se aplică atât sectorului public, cât și celui privat.
18 state membre au decis să depășească cerințele legislației UE și să extindă protecția în afara locului de muncă. Aceasta oferă persoanelor lesbiene, homosexuale, bisexuale și transsexuale (LGBT) protecție într-o gamă mai largă de sfere sociale, precum educația, protecția socială, securitatea socială și sănătatea, precum și acces la bunuri și servicii, inclusiv locuințe. Membrii minorităților rasiale și etnice beneficiază deja de această protecție extinsă, în temeiul Directivei 2000/43/CE privind egalitatea rasială.

#### România

##### Context istoric
În Codul Penal promulgat de Alexandru Ioan Cuza în anul 1864, inspirat mai ales din sistemul francez (care abolise discriminarea penală a homosexualității în anul 1791), nu existau diferențe între tratamentul relațiilor heterosexuale sau homosexuale. La sfârșitul secolului al XIX-lea, Codul Penal transilvănean, în vigoare începând cu anul 1878, pedepsea doar violul homosexual:
„Articolul 242: Constituie crimă de acte impudice nefirești, care se pedepsește cu recluziunea până la cinci ani, când asemenea acte se săvârșesc între bărbați, prin violență sau amenințări, iar dacă crima a pricinuit moartea părții vătămate, cu temniță grea pe viață.”
După Marea Unire din 1918, aplicabilitatea Codului lui Cuza din 1864 se extinde în multe regiuni ale noului stat, dar în Ardeal rămâne valabil cel vechi. Juristul Vasile Dongoroz face un rezumat al situației în lucrarea "Articol despre pederastie" publicată în revista Curierul Judiciar:
„Codul nostru penal actual a urmat sistemul Codului francez, adică actele sexuale contra naturii sunt din punct de vedere penal sancționate în aceleași situațiuni când devin pedepsibile și relațiile sexuale normale. Așadar, numai atunci când se constată ca atare că actele au fost săvârșite cu violență (art. 263 CP) sau în așa chip încât s-a adus un ultragiu public contra pudoarei (art. 262 CP), ele vor cădea sub rigorile legii penale.”
Incriminarea discriminativă a homosexualității apare abia odată cu Codul lui Carol al II-lea din 1937, aproximativ în aceeași perioadă cu ascensiunea rapidă a nazismului în Europa. Homosexualității îi era rezervat articolul 431, care după niște mici modificări, capătă această formă în anul 1938:
„alin. 1: Actele de inversiune sexuală săvârșite între bărbați sau între femei, dacă provoacă scandal public, constituiesc delictul de inversiune sexuală și se pedepsesc cu închisoare corecțională de la 6 luni la 2 ani.

alin. 2: Dacă actul s-a săvârșit asupra unei persoane mai mici de 18 ani, pedeapsa este închisoare corecțională de la 1 la 3 ani.

alin. 3: Aceeași pedeapsă prevăzută la alineatul precedent se aplică și în cazul când actul s-a săvârșit asupra unei persoane mai mici de 14 ani chiar dacă nu s-a produs scandal public.”
În perioada comunistă homofobia din legea penală este păstrată și augmentată. În Codul Penal al Republicii Populare Române promulgat în 1948 vechiul articol 431 înăsprește pedepsele la un minimum de 2 ani și un maxim de 5. În 1957 deja dispare condiționarea "scandalului public" și orice raport sexual consimțit între persoane de același sex este incriminat.

##### Articolul 200
Odată cu venirea la putere a lui Nicolae Ceaușescu, statul comunist român își schimbă destul de mult atitudinea față de multe aspecte ale vieții sociale. În această direcție se poate înscrie și evoluția legislației de opresiune împotriva minorității homosexuale. La început a fost o scurtă perioadă de relativă liberalizare, urmând ca după câțiva ani instrumentele de control și de îngrădire a vieții private să fie perfecționate. În 1968 Marea Adunare Națională elaborează o versiune complet revizuită a Codului Penal din 1936. Acum infracțiunile privitoare la viața sexuală erau incluse în secțiunea infracțiunilor contra persoanei. Articolul 200, în alineatul 1, elimina condiția scandalului public: "relațiile sexuale între persoane de același sex se pedepsesc cu închisoare de la unu la cinci ani". Din punct de vedere social, articolul 200 a împiedicat activ dezvoltarea publică a oricărui tip de identitate homosexuală și a reprezentat un prețios instrument de șantaj politic. Celebru a rămas cazul scriitorului dizident Paul Goma, acuzat pe nedrept de homosexualitate și arestat pentru acest lucru. După 1989, articolul 200 a rămas neschimbat. Autoritățile române explicau, ca răspuns la intervențiile internaționale, că el reprezintă o "literă moartă" și că nu mai este pus în aplicare.
În România relațiile homosexuale sunt pe deplin legale din anul 2001, deși în trecut oameni cu această orientare au fost deseori persecutați de poliție, în special în anii comunismului. Aceștia erau obligați să devină conspiratori sau să aducă alte servicii Securității pentru ca orientarea lor sexuală să nu fie dezvăluită, lucru care ar fi atras după sine pedeapsa. Însă înainte de comunism și de dictatura autoritară a lui Carol al II-lea, Codul Penal nu incrimina homosexualitatea decât dacă sodomia ar fi fost săvârșită prin forță de către un bărbat asupra altuia – cu alte cuvinte doar violul era condamnat.
După 1989, până în 2001, când a fost abrogat, articolul 200 a rămas în vigoare. Autoritățile române explicau, ca răspuns la intervențiile internaționale, că nu mai este pus în aplicare. Alineatul 2 se referea la relațiile homosexuale cu minori sau savârșite prin forță, stabilind pedepse mai mari decât cele prevăzute pentru relațiile heterosexuale cu minori sau pentru viol heterosexual. În sfârșit, alineatul 4 al articolului 200 pedepsea "îndemnarea sau ademenirea unei persoane în vederea practicării faptei prevăzute în alineatul 1" cu închisoare de la unu la cinci ani. În 1996, ca urmare a presiunilor internaționale și a unor dezbateri intense, alineatul 1 al articolului 200 a fost amendat astfel încât să incrimineze actele homosexuale "savârșite în public sau dacă au produs scandal public" cu închisoare de la unu la cinci ani. În același timp, la ultimul alineat au fost adăugate prevederi care pedepsesc nu numai "îndemnarea sau ademenirea unei persoane", ci și "propaganda ori asocierea sau orice alte acte de prozelitism săvârșite în același scop" cu închisoare pe același termen. A fost acuzată formularea ambiguă a textului legii, ca și faptul că discriminează indivizii prin faptul că infracțiunea de "scandal public" de tip heterosexual nu există. Ulterior, prin prin Legea nr. 197 din 13 noiembrie 2000, pentru prima dată, elementul material al infracțiunii de viol, reprezentând "raportul sexual cu o persoană de sex feminin", a fost înlocuit cu "actul sexual, de orice natură, cu o altă persoană", nemaifăcând distincție între violul de tip hetero- sau homosexual, pentru ca în 2002 să se înlocuiască "altă persoană" cu "o persoană de sex diferit sau de același sex". Articolul 200 a fost complet abrogat în timpul guvernării Năstase, mai precis la 22 iunie 2001, ca ultim pas spre aderarea europeană.
În ceea ce privește vârsta consimțământului sexual, discriminarea încă persistă, dat fiind faptul că relațiile homosexuale erau permise doar cu majori (peste 18 ani), în timp ce contactul sexual heterosexual era permis pentru cei în vârstă de peste 15 ani. Noul cod penal, în vigoare de la 1 februarie 2014, a pus de acord aceste contradicții, fixând vârsta consimțământului sexual la 15 ani, pentru tinerii de ambele sexe.

## Societate și sociologie
Căsătorie
     Alt tip de parteneriat (sau coabitare neînregistrată)
     Căsătoriile străine recunoscute
     Recunoaștere limitată a căsătoriilor la nivel federal
     Nicio recunoaștere a cuplurilor homosexuale
     Legi care îngrădesc libertatea la exprimare și asociere
     Sancțiuni care deseori nu sunt puse în aplicare
     Închisoare
     Închisoare pe viață
     Pedeapsa cu moartea
Atitudinile sociale legate de relațiile afectuoase și sexuale între parteneri de același sex au variat de-a lungul secolelor și au mers mână în mână cu atitudinile dictate de religie. Ele au variat de la obligația legală în unele state din Grecia antică de a forma legături pederastice la integrarea prin instituții sociale întâlnită în Japonia și la triburile din America de Nord; de la trecerea sub tăcere (toleranța) din țările musulmane la percepția relațiilor ca o slăbiciune, precum în Italia în timpul Renașterii, și până la pedeapsa cu închisoare sau chiar cu moartea, în țările din Europa de Nord, de la sfârșitul Evului Mediu până în secolul al XX-lea.
Atitudinea de astăzi a religiilor asupra conceptului de homosexualitate variază. Doctrinele religiilor abrahamice sunt interpretate de grupurile mai conservatoare ca văzând toate aceste relații un păcat. În acele societăți guvernate de interpretări fundamentaliste ale religiilor, aceste relații sunt considerate perversiuni și sunt ilegale. În unele jurisdicții, precum în Arabia Saudită și alte țări musulmane ele sunt încă pedepsite cu moartea. În contrast, budismul, șintoismul și alte religii consideră că, în general, sexualitatea se poate îmbina cu aspirațiile spirituale și ordinea socială, dar nu fac distincție între obiectele dorinței.
Începând cu secolul al XIX-lea, majoritatea țărilor care adoptaseră Codul Napoleonian nu aveau interdicții specifice contra actelor homosexuale, în timp ce țările folosind legi bazate pe modelul englez aveau legi împotriva sodomiei, inclusiv pedeapsa cu moartea, aplicată până la sfârșitul secolului al XIX-lea.
     Căsătorie
     Uniune civilă
     Recunoaștere internă limitată (coabitare⁠(d))
     Recunoaștere externă limitată (drepturi de rezidență)
     Nerecunoscute
     Constituția limitează căsătoria la cupluri formate din persoane de sex opus.
Odată cu secolul al XX-lea, mișcări de eliberare sexuală, inspirate de mișcările pentru dobândirea drepturilor civile, împreună cu publicarea de studii științifice în acest domeniu, au dus la schimbări în atitudinile sociale și în statutul legal al acestui tip de relații. În momentul de față, legalizarea relațiilor între adulți și obținerea uniunilor legale indiferent de sex este unul din scopurile principale ale organizațiilor care promovează drepturile minorităților sexuale.
O atitudine tranșantă a comunității științifice apare într-o lucrare extinsă din 2009, în care Asociația Americană de Psihologie tratează subiectul "terapiilor de conversie". În această luare de poziție, APA își expune rezoluția:
„[...] În baza acestor descoperiri și a literaturii clinice asupra populației avute în vedere, sugerăm abordări centrate pe client și multicultural competente bazate pe următoarele fapte științifice: a. atracțiile sexuale față de același sex, comportamentele și orientările în sine sunt variații normale și pozitive ale sexualității umane – cu alte cuvinte ele nu sunt indicatori ai tulburărilor mentale sau de dezvoltare; b. atracțiile sexuale față de același sex și comportamentele se pot manifesta în contextul unei varietăți de orientări sexuale și identități de orientare sexuală; c. bărbații gay, lesbienele și persoanele bisexuale pot trăi vieți satisfăcătoare și să alcătuiască relații și familii stabile și angajate care sunt echivalente cu cele ale persoanelor heterosexuale, în privința aspectelor esențiale; d. niciun studiu empiric sau cercetare supusă procesului de peer-review nu sprijină teoriile care atribuie orientarea sexuală disfuncțiilor familiei sau traumelor.”
În ultimii ani mai multe țări au abrogat legile contra sodomiei sau care interziceau serviciul militar homosexualilor, votând chiar legi în favoarea uniunilor legale. În Bulgaria relațiile sexuale între persoane de același sex au fost legalizate în 1951, în Ungaria și Cehoslovacia în 1961. În Anglia și Țara Galilor relațiile homosexuale au fost legalizate în 1967, pentru bărbați peste 21 de ani. Scoția a urmat acest trend în 1980, iar Irlanda de Nord în 1982. Vârsta legală a fost scăzută în 1994 de la 21 la 18, și din nou în 2000 la 16 în Marea Britanie. Această ultimă schimbare a fost făcută cu scopul de a i se da același tratament ca și vârstei legale pentru acte sexuale între persoane de sex opus. Cu toate acestea, de abia în 2003 au fost abrogate legile contra tuturor activităților sexuale între persoane de același sex. De asemenea, și în Statele Unite, nu mai devreme de 2003 Curtea Supremă a abrogat toate legile contra "sodomiei". În China nu există nicio lege împotriva relațiilor homosexuale, dar participanții sunt deseori condamnați ca "derbedei", fapt ce poate duce la pușcărie și la "reeducare". În Japonia nu există legi împotriva acestor relații.

## Impactul persecutării asupra entităților statale
Articol principal: Impactul persecutării persoanelor LGBTI asupra statelor
Trebuie specificat că mișcarea de eliberare a persoanelor LGBTQIA+ și câștigarea drepturilor rezervate nu este despre destrămarea sau eliminarea capitalismului sau a altor sisteme de guvernare precum celor liberare, autocratice, etc, ci despre eliminarea oricăror sisteme de guvernare sau state care nu iau în considerare persoanele născute sau parte a comunității.
Numeroase state și imperii au implementat politici anti-LGBTI, contribuind astfel la marginalizarea și persecuția comunităților LGBTI. Printre exemplele istorice se numără Germania Nazistă, Imperiul Bizantin, Imperiul Papal, Imperiul Otoman, dar și Japonia Imperială prin aruncarea primei bombe atomice Little Boy din bombardierul Enola Gay, Regatul României condus de Carol II, din secolului trecut, Imperiul Austro-Ungar, URSS și legile coloniale britanice aplicate în colonii și alte state sau formațiuni. Impactul acestor politici asupra stabilității și fragmentării entităților statale rămâne un subiect de dezbatere în rândul istoricilor și este adesea insuficient explorat.
Și in ziua de astăzi state precum Federația Rusă își persecută proprii cetățeni, dar și pe cei din alte state, născuți homosexuali sau intersex.

## Discriminare

### Homofobia internalizată
Homofobii [și bifobii] ar trebui să ia în considerare puțină auto-reflecție, sugerează un nou studiu care să constate că acei indivizi care sunt cei mai ostili față de homosexuali și care susțin opinii puternice anti-gay pot avea ei înșiși dorințe de același sex, deși sub acoperire [sau neasumate]. Prejudiciul homofobiei poate proveni, de asemenea, de la părinții autoritari, în special cei cu opinii homofobe, au adăugat cercetătorii. „Acest studiu arată că, dacă simțiți acest tip de reacție viscerală la un grup exterior, întrebați-vă:„ De ce? ”, A spus co-autorul Richard Ryan, profesor de psihologie la Universitatea din Rochester, într-un comunicat. „Acele emoții intense ar trebui să servească drept apel la auto-reflectare”.

### Heterosexism și homofobie
Homofobia este termenul prin care se definesc atitudinile și sentimentele negative față de gay și lesbiene sau aversiunea față de homosexualitate în general. Ea include, de asemenea, respingerea persoanelor despre care se crede că ar fi gay și a tuturor lucrurilor asociate cu acestea. Homofobia este componenta cea mai activă și vizibilă a heterosexismului. Având la bază convingerea că toți oamenii trebuie să fie heterosexuali, heterosexismul reprezintă instituționalizarea heterosexualității: este un sistem de avantaje acordate heterosexualilor într-o serie de practici sociale, cum ar fi școala, armata, piața muncii, sistemul legal, serviciile medicale etc.
Psihanaliștii au considerat multă vreme că homofobia este rezultatul unei homosexualități reprimate, adică homofobii sunt homosexuali care își ignoră această natură. Într-un studiu publicat în Journal of Personality and Social Psychology, Richard Ryan, profesor de psihologie la Universitatea din Rochester, susține că în multe cazuri homofobii poartă un război interior și au tendința de a îndrepta furia, pe care o simt față de ei înșiși, către ceilalți. Același studiu relevă faptul că homofobia este mai pronunțată la persoanele care au crescut cu părinți autoritari și cărora le-au fost interzise dorințele homosexuale.
Stereotipurile negative caracterizează persoanele LGB ca fiind mai puțin stabile romantic, mai promiscue și mai predispuse la abuzuri asupra copiilor, însă nu există nicio bază științifică care să dovedească aceste aserțiuni. Persoanele gay și lesbiene formează cupluri strânse și stabile care sunt echivalente cu cuplurile heterosexuale în toate aspectele esențiale. Mai mult, un studiu condus de Deborah Schurman-Kauflin, doctor în filozofie,
arată că relațiile homosexuale pot fi mai stabile decât cele heterosexuale. Orientarea sexuală nu afectează probabilitatea ca oamenii să abuzeze de copii. Afirmațiile conform cărora ar exista dovezi științifice pentru a susține o asociere între homosexualitate și pedofilie se bazează pe folosirea incorectă a acestor termeni și denaturarea dovezilor reale.
Homofobii ar trebui să ia în considerare puțină auto-reflecție, sugerează un nou studiu care să constate că acei indivizi care sunt cei mai ostili față de homosexuali și care au opinii puternice anti-gay pot avea ei înșiși dorințe de același sex, deși sub acoperire.
Prejudiciul homofobiei poate proveni, de asemenea, de la părinții autoritari, în special cei cu opinii homofobe, au adăugat cercetătorii.

„Acest studiu arată că, dacă simțiți acest tip de reacție viscerală la un grup exterior, întrebați-vă:„ De ce? ”, A spus co-autorul Richard Ryan, profesor de psihologie la Universitatea din Rochester, într-un comunicat. „Acele emoții intense ar trebui să servească drept apel la auto-reflectare”.
Conform statisticiilor din 2012 analizate de cercetătorii de la Income and Labour Dynamics (HILDA) din Australia s-a ajuns la concluzia că există o legătură direct proporțională dintre inteligența scăzută și homofobie. Alte studii mai recente confirmă rezultatul.

### Violența împotriva persoanelor LGBTQIA
Într-un raport al Oficiului Înaltului Comisar ONU pentru Drepturile Omului publicat în iunie 2015 se arată că persoanele LGBT sunt victimele abuzului, hărțuirii și discriminării în toate colțurile lumii. Mai mult, un sondaj comandat de organizația de caritate britanică Stonewall în 2013 relevă că una din șase persoane homosexuale sau bisexuale a fost victima unor infracțiuni sau incidente motivate de ura homofobă. Victimizarea homosexualilor și lesbienelor pe baza orientării sexuale este un fenomen complex care cuprinde infracțiuni variind de la hărțuire, vandalism și jaf, până la atacuri, violuri și chiar crimă. Violența împotriva acestei categorii de persoane poate avea loc oriunde: în școli, la locul de muncă, în spații publice sau în casă. Autorii unor astfel de infracțiuni provin din toate clasele socio-economice și reprezintă diferite grupuri de vârstă. Totuși, majoritatea actelor de violență tind să fie comise de tineri, în special băieți. Kevin Berrill spunea că "profilul general al unui huligan (engl. gay-basher) este băiat tânăr, deseori acționând împreună cu alți tineri, toți străini victimei".
Informațiile statistice adunate de FBI de-a lungul anilor arată că persoanele lesbiene, homosexuale și bisexuale, precum și cele percepute ca fiind LGB, au parte de agresiuni mult mai des decât persoanele heterosexuale. Din 1991, peste 100.000 de infracțiuni motivate de ură au fost raportate FBI-ului în Statele Unite. Doar în 2007 au fost raportate 1.265 de asemenea infracțiuni, cu 6% mai multe decât în anul precedent. Orientarea sexuală constituie al treilea motiv major în ceea ce privește proporția infracțiunilor motivate de ură, mai precis 17% din totalul atacurilor.
Persoanele LGBT, în special lesbienele, pot deveni victimele "violului corecțional", o infracțiune violentă al cărei scop este de a le face heterosexuale. În anumite părți ale lumii, în special țările islamice, persoanele LGBT sunt supuse riscului așa-numitelor "crime de onoare" comise de familiile lor sau rude apropiate, celebru fiind cazul turcului Ahmet Yildiz, împușcat mortal de tatăl său în vara lui 2008.

### Sinuciderea în rândul tinerilor LGBTQIA
Articol principal: Sinuciderea în rândul tinerilor LGBT
Cercetările au descoperit că ratele tentativele de sinucidere și ideea suicidului în rândul tinerilor LGBTQIA (lesbiene, gay, bisexuali, transsexuali, intersex, etc.) sunt semnificativ mai mari decât în rândul populației generale. Tinerii LGBT au cea mai mare rată de tentative de sinucidere.
S-a dovedit că aplicarea legilor care discriminează, homofobiei, persecuției din partea familiei și alte cauze asupra tinerilor LGBT are efecte negative semnificative asupra sănătății fizice și mentale și bunăstării tinerilor LGBT; de exemplu, depresia și consumul de droguri în rândul persoanelor LGBT s-au dovedit a crește semnificativ după trecerea legilor discriminatorii.
În schimb, adoptarea legilor care recunosc persoanele LGBT ca egale în ceea ce privește drepturile civile poate avea un impact pozitiv semnificativ asupra sănătății fizice și mentale și a bunăstării tinerilor LGBT; de exemplu, un studiu al datelor la nivel național din întreaga SUA din ianuarie 1999 până în decembrie 2015 a relevat că stabilirea căsătoriei între persoane de același sex este asociată cu o reducere semnificativă a ratei tentativei de sinucidere în rândul copiilor, efectul fiind concentrat în rândul adolescentilor cu o orientare sexuală minoritară (tineret LGB), ceea ce duce la aproximativ 134.000 de adolescenți mai puțini care încearcă să se sinucidă în fiecare an în Statele Unite.
S-a demonstrat că intimidarea (bullying) este un factor care contribuie la multe tentative de suicid, chiar dacă nu toate atacurile au fost specifice în ceea ce privește sexualitatea sau sexul. De la o serie de sinucideri la începutul anilor 2000, o atenție sporită a fost concentrată asupra problemelor și cauzelor care stau la baza efortului de a reduce sinuciderile în rândul tinerilor LGBT.
Se estimează că la nivel mondial mor anual 1.8 milioane de adolescenți LGBT.
Este imposibil de știut rata exactă de sinucidere a tinerilor LGBT deoarece sexualitatea și minoritățile de gen sunt deseori ascunse și chiar necunoscute, în special în această grupă de vârstă. În prezent se fac cercetări suplimentare pentru a explica prevalența sinuciderii în rândul tinerilor LGBT.
În ceea ce privește climatul școlar, „aproximativ 25 la sută dintre studenții lesbiene, gay și bisexuali și angajații universității au fost hărțuiți din cauza orientării lor sexuale, precum și a unei treimi dintre cei care se identifică drept transgender”. Cercetările au constatat că prezența Alianțelor gay-straight (GSA) în școli este asociată cu scăderea tentativelor de suicid; într-un studiu asupra tinerilor LGBT, cu vârste cuprinse între 13 și 22 de ani, 16,9% dintre tinerii care au urmat școlile cu GSA au încercat să se sinucidă, comparativ cu 33,1% dintre studenții care au urmat școli fără GSA.

### Aspecte economice
România pierde anual până la 4,4 de miliarde de dolari, adică aproape doi la sută din PIB. Oamenii cu altă orientare sexuală sunt deseori discriminați la locul de muncă și ajung să emigreze.
Deși nu se știe dacă din cauza discriminării sau a altor cauze, studii susțin că cele mai multe meserii ocupate de persoanele din comunitate sunt ca: psihologi, specialiști și manageri de formare și dezvoltare, managerii de servicii sociale și comunitare, scriitori tehnici, terapeuți ocupaționali, terapeuți de masaj, planificatori urbani și regionali, producători și regizori, profesori post-secundari, ofițeri de probațiune și specialiști în tratament corecțional, directori funerari, fizioterapeuți și fiziologi de exerciții, administratori de sisteme informatice și informatice, avocați și judecători, magistrați și alți lucrători judiciari, politici publice, dezvoltatori web, medici și asistenți medicali, industria ospitalieră, design, media.

## Homosexualitatea la animale
Comportamente homosexuale, bisexuale și transgen se întâlnesc la multe specii de animale. Astfel de comportamente includ curtarea, afecțiunea, formarea de perechi și îngrijirea de pui, fiind întâlnite la scară largă; o trecere în revistă din 1999 a lui Bruce Bagemihl arată faptul că acest comportament homosexual a fost observat la un număr de 1.500 de specii de animale, de la primate la viermi intestinali, fiind bine documentat pentru 500 dintre ele. Comportamentul sexual animal ia multe forme, chiar în cadrul aceleiași specii. Motivațiile și implicațiile acestui comportament trebuie încă înțelese, deoarece multe specii nu au fost studiate complet. Se pare că relațiile de excitare sexuală între indivizi de același sex iau naștere de multe ori în contexte de joacă, de dominare și formare de coaliții. Conform lui Bagemihl, "regnul animal are o mult mai mare diversitate sexuală – inclusiv homosexualitate, bisexualitate și sex nereproductiv – decât comunitatea științifică și societatea acceptaseră anterior".
Potrivit lui Nathan Bailey, biolog specialist în evoluția speciilor, din cadrul Universității California, comportamentul homosexual este rezultatul selecției naturale pentru asigurarea supraviețuirii diferitelor specii.
Cercetătorii, analizând specii ușor de monitorizat în propriul habitat, au tras concluzia că utilitatea pentru specie sau grup al indivizilor cu comportament sexual homosexual, fie că sunt în cuplu sau nu, este că au grijă de puii sau ouăle neglijate.
Orice specie socială care are sub 4% indivizi cu comportament homosexual este pe cale de dispariție. Cei care au între 5 și 20% comportament preponderent homosexual sau bisexual adoptă puii neglijați sau pe cei cu părinții mâncați de prădători. Puiul supraviețuiește, grupul devine mai mare. Puiul care e adoptat devine mai puternic. În cazul bisexualității, urmărind primatele bonobo, această orientare ajută la detensionarea relațiilor conflictuale dintre adulți. Aceștia nu mai concurează pentru resurse, ci luptă împreună pentru ele, consumă mai puțină energie și împart hrana între ei și cu grupul și familiile.
Pinguinii
Pinguinii Silo și Roy, de la grădina zoologică din Central Park, New York, au devenit celebri când au format o pereche în 1998, etalând un comportament de cuplu asemenea suratelor lor heterosexuale: își încolăceau gâturile, își curățau penele, băteau din aripi ș.a. Orice încercare a îngrijitorilor de a introduce o femelă și a despărți cuplul de masculi a fost zadarnică. Ba mai mult îngrijitorii le-au oferit un ou fertilizat pe care cei doi l-au clocit cu mare grijă. Puiul rezultat a fost foarte bine îngrijit de cei doi. Iar acesta nu este un caz singular, în rândul pinguinilor comportamentul homosexual fiind larg răspândit.
Cercetătorii afirmă că în cazul multor specii de păsări, doi masculi formează perechi pe viață.
Lebedele negre
Aproximativ 25% dintre cuplurile de lebede negre sunt homosexuale. Masculii fură ouăle altor femele sau chiar se împerechează cu o femelă după care o gonesc și clocesc, respectiv cresc, singuri puii. Puii acestor cupluri au șanse mai mari de supraviețuire întrucât doi masculi reușesc să îi apere mai bine și să acopere o porțiune mai mare de teritoriu, fapt ce presupune implicit mai multă hrană. Comportament asemănător este întâlnit și la păsările flamingo.
Albatroșii
Laysan, o specie de albatros de pe insula hawaiiană Oahu, se afla la un moment dat în pericol de dispariție din cauza numărului mic de masculi. Deși la prima vedere, cuplurile par unele tradiționale (la această specie dimorfismul sexual nu e bine evidențiat), cercetătorii au avut surpriza să observe că peste o treime dintre cupluri erau formate doar din femele.
Vulturii
În 1998, doi masculi de vultur grifon de la grădina zoologică din Ierusalim, s-au angajat în intense relații sexuale și au ajuns să își construiască chiar și un cuib. Îngrijitorii le-au pus un ou artificial pe care cei doi l-au clocit timp de 45 de zile. Apoi în cuib le-a fost pus un pui de vultur, care a fost crescut de masculi împreună. După câțiva ani, unul dintre masculi a apărut interesat de o femelă adusă în țarc. Celălalt mascul a fost atât de deprimat încât a fost mutat la altă grădină zoologică.
Primatele
Un număr mare de maimuțe dezvoltă la un moment dat acest tip de comportament. Însă cel bine împământenit este la cimpanzeii bonobo, unde indivizii strict heterosexuali nu sunt acceptați de grup. Bisexualismul caracterizează această specie mai mult decât oricare alta. Într-o societate matriarhală, 60% dintre relațiile sexuale au loc între două sau mai multe femele. Un individ care nu acceptă relații sexuale cu parteneri de același sex este exclus din grup.
Sexul este extrem de frecvent la această specie. Aproape orice activitate ce nu are legătură cu hrana se finalizează cu raporturi sexuale, de cele mai multe ori între parteneri de același sex.
Bizonul american
Peste 55% dintre masculi încearcă să se împerecheze cu un alt mascul. Una dintre explicații este aceea că femelele bizon nu vor să se împerecheze decât o singură dată pe an. În absența femelelor, "cuplurile" de bizoni homosexuali pot ajunge și la câteva tentative de "împerechere" într-o zi.
Girafele
O altă specie la care raporturile sexuale între parteneri de același sex au o incredibil de mare frecvență: 94%. Lupta pentru dominanță caracterizată prin izbirea cu putere a gâtului de cel al adversarului se finalizează întotdeauna cu raporturi sexuale între cei doi. 
Elefanții
Contrar a ceea ce se știa, masculii elefant nu trăiesc în deplină solitudine. În realitate un mascul mai în vârstă este adesea însoțit de unul sau doi masculi mai tineri, și nu de puține ori aceștia întrețin relații sexuale, care sunt însoțite de aceeași gestică ca în cazul împerecherii cu femele. Ba mai mult se pare că aceștia formează parteneriate de lungă durată și chiar își manifestă afecțiunea: se sărută, își încrucișează trompele, își oferă unul altuia hrana.
Leii
Comportament homosexual este întâlnit și la această specie, într-un procent mai scăzut decât la precedentele. Masculii își manifestă afecțiunea unul față de celălalt și din când în când întrețin și relații sexuale.
Oile
Aceasta este una dintre speciile unde comportamentul exclusiv homosexual a putut fi evidențiat. Un studiu american a demonstrat științific că 8% dintre berbeci sunt atrași exclusiv de alți masculi. Cauza a fost descoperită într-o porțiune a creierului, care la berbecii homosexuali era mai puțin dezvoltată decât la ceilalți.
Morsele
Până să ajungă adulți, majoritatea adolescenților masculi au activități homosexuale. După ce ating pragul maturității sexuale, masculii devin bisexuali. Se împerechează cu femelele atunci când e sezonul, iar în restul anului se iubesc cu alți masculi.
Delfinii
La delfini, precum și la alte mamifere marine, cum ar fi balenele ucigașe, relațiile homosexuale sunt foarte des întâlnite. Masculii de delfin formează parteneriate pe viață. La o specie de delfini din Amazon, apare și noțiunea de sex în grup, de regulă între masculi, rar fiind implicată și câte o femelă.
Șopârlele
Unele specii de șopârle (cele din genul Teiidae) se înmulțesc prin partenogeneză (femela poate depune ouă fără a fi fecundate de mascul), proces în care femelele se stimulează reciproc activând ovulația. Una dintre femele își va asuma rolul de mascul și se va urca pe cealaltă. Rolul pe care îl vor adopta este strict controlat hormonal și depinde de ciclu. În momentul în care nivelul de estrogen este crescut, șopârla va fi femela. Apoi, tot ea, va putea aborda și poziția masculului, când nivelul de estrogen este scăzut.
Libelulele
20 până la 80% dintre masculii acestui grup de insecte întrețin relații homosexuale. Dovada este o leziune la nivelul capului produsă de mascul femelei în timpul actului sexual, leziune care a fost descoperită și la un număr mare de masculi.
Musculița de oțet
Este cea care stă la baza oricăror studii genetice, inclusiv a homosexualității. Conform studiilor, unii masculi posedă două copii de gene mutante care îi determină să se împerecheze exclusiv cu alți masculi. Aceste gene controlează comportamentul prin intermediul feromonilor, dar și alterează anumite porțiuni din creier.